# Bandeira de Portugal
A  bandeira de Portugal constitui a bandeira nacional da República Portuguesa. A bandeira nacional - juntamente com  o hino nacional - é um dos dois únicos símbolos nacionais consagrados na Constituição da República Portuguesa.
A bandeira portuguesa é frequentemente apelidada de bandeira das quinas, expressão que era já aplicada às bandeiras que historicamente vigoraram antes da atual e que se refere às cinco quinas (escudetes de azul com cinco besantes de prata) que constituem o elemento central do brasão de armas de Portugal nelas exibido, desde há vários séculos. A expressão bandeira verde-rubra é ocasionalmente utilizada para designar a atual bandeira introduzida em 1910, sobretudo em contextos em que é necessário distingui-la da anterior bandeira nacional que tinha o azul e branco como cores fundamentais.
Constitui a única bandeira nacional do país, destinando-se portanto a ser utilizada em todos os âmbitos em que Portugal deva ser representado por uma bandeira. Assim, além de ser a bandeira nacional para uso comum de qualquer cidadão, é também empregue - entre outros fins - como bandeira mercante, bandeira estatal e bandeira de guerra.
Em termos gráficos, apresenta-se como uma bandeira bicolor vertical, estando o seu campo bipartido em duas cores fundamentais, o verde do lado da tralha e o vermelho do lado do batente. A partição do campo é assimétrica, ocupando o verde dois quintos do mesmo e o vermelho os restantes três quintos. Sobre o centro da linha divisória entre as duas cores, estão colocadas as armas nacionais, constituídas por uma esfera armilar amarela sobre a qual assenta o escudo de Portugal, tendo o diâmetro da esfera metade da medida da tralha. A bandeira é retangular, com uma proporção de 2:3 entre a medida da tralha (largura) e o comprimento.
O atual modelo da bandeira foi desenvolvido por uma comissão nomeada pelo Governo Provisório que resultou da implantação da república a 5 de outubro de 1910. Foi adotado de facto a 1 de dezembro de 1910 e sancionado oficialmente a 19 de junho de 1911.
A nova bandeira é geralmente vista como representando uma mudança radical que romperia o vínculo com as anteriores bandeiras de Portugal. Sobretudo a polémica introdução da conjugação das cores verde e vermelha é considerada como uma quebra na tradição, ainda que historicamente estas cores não fossem uma inteira novidade em bandeiras portuguesas. Contudo e mesmo tendo em conta os seus aspetos eventualmente disruptivos, também é óbvia a continuidade que a atual bandeira apresenta em relação às bandeiras anteriores, mantendo algumas das suas características tradicionais, de onde se destaca a conservação das armas de Portugal como o seu elemento central. A própria bipartição vertical do campo da bandeira em duas cores estava já presente - ainda que com um cromatismo diferente - na bandeira nacional que vigorou entre 1830 e 1910.
As cores verde e vermelha foram inicialmente escolhidas pelo seu simbolismo político, remetendo para as cores das bandeiras desfraldadas pelos republicanos nos golpes revolucionários de 31 de janeiro de 1891 e de 5 de outubro de 1910. Posteriormente, foi-lhes atribuído um simbolismo menos sectarista e mais patriótico que representasse e fosse aceite pela generalidade dos portugueses, independentemente das suas convicções políticas. Hoje em dia, o verde é geralmente indicado como simbolizando a esperança no futuro e o vermelho como simbolizando o sangue derramado por aqueles que morreram ao serviço de Portugal.

## Desenho e especificações
O desenho do atual modelo da bandeira nacional foi desenvolvido pela comissão nomeada a 15 de outubro de 1910 pelo Governo Provisório da República Portuguesa, sendo o respetivo grafismo da autoria do pintor Columbano Bordalo Pinheiro. Depois de desenvolver projetos preliminares, a comissão chegou a um modelo final de bandeira cuja descrição e justificação consta do seu relatório de 29 de outubro de 1910. O modelo foi aprovado pelo Governo Provisório a 29 de novembro, sendo apresentado ao público e adotado de facto a 1 de dezembro de 1910, dia que havia sido estabelecido como o da Festa da Bandeira Nacional. Por ordem do Governo e sob a direção de Columbano, as especificações dos modelos da bandeira nacional e das outras bandeiras e emblemas oficiais aprovados — acompanhadas dos respetivos desenhos a cores — são publicados no álbum Bandeira Nacional, impresso pela Imprensa Nacional em abril de 1911.

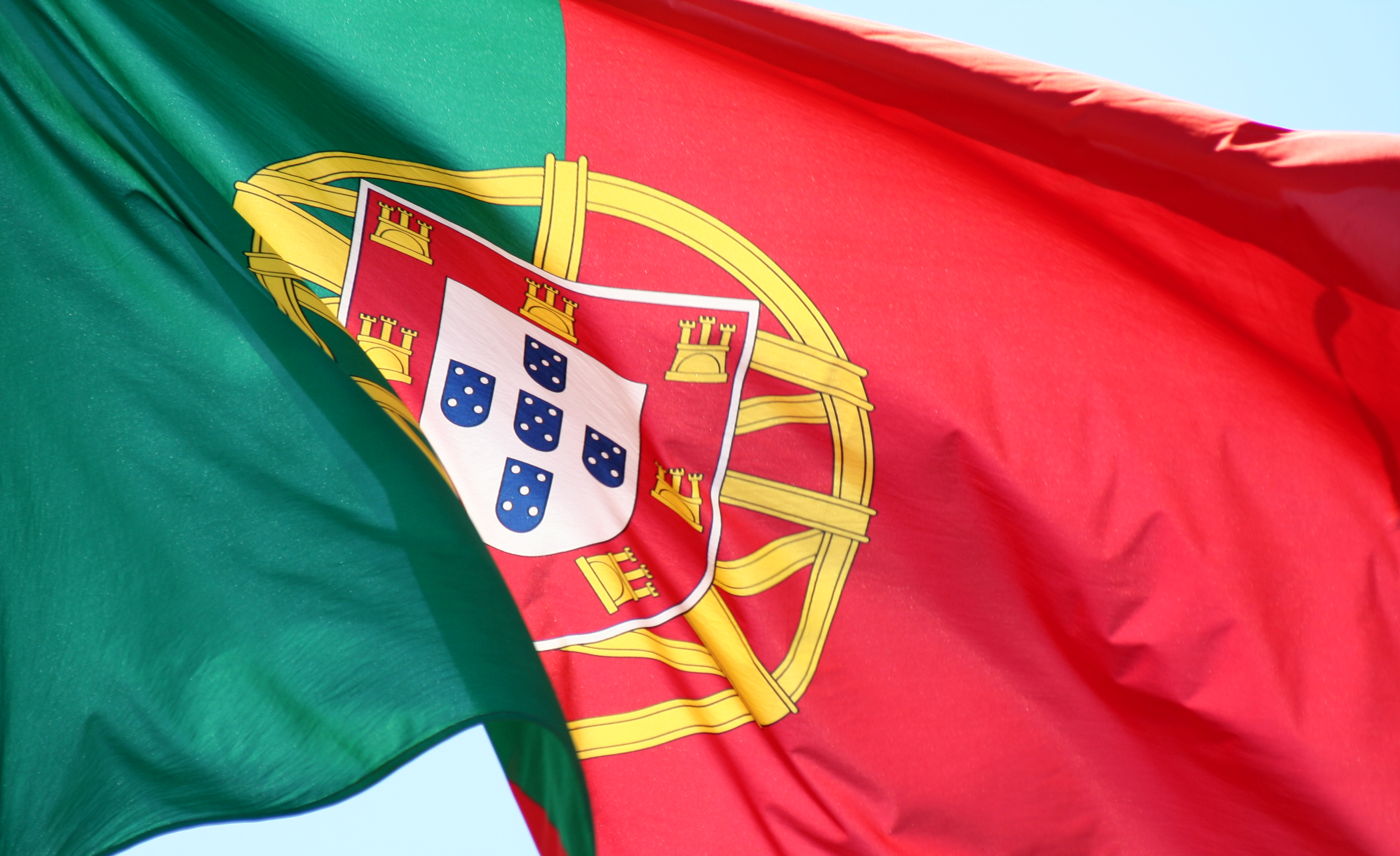
Bandeira de Portugal ondeando ao vento, podendo observar-se os detalhes do seu desenho

A sanção legal do novo modelo de bandeira só viria acontecer meses mais tarde, através do decreto de 19 de junho de 1911, da Assembleia Nacional Constituinte. O decreto remeteu a descrição das dimensões, pormenores do desenho e especificações da bandeira para um parecer da comissão nomeada a 15 de outubro de 1910, ordenando a sua publicação oficial, que viria a ser feita no Diário do Governo n.º 150 de 30 de junho de 1911.
Segundo o parecer oficial, a bandeira nacional tem o seu campo bipartido verticalmente em duas cores fundamentais: verde escuro do lado da tralha e escarlate do lado do batente. A divisória entre as duas cores é feita de maneira a que o verde ocupe 2⁄5 do comprimento e o vermelho ocupe os restantes 3⁄5. Ao centro e sobreposto à divisória entre as duas cores tem o escudo das armas nacionais orlado de branco e assente sobre uma esfera armilar manuelina de amarelo e avivada de negro. A esfera armilar tem um diâmetro igual a 1⁄2 da altura da tralha e está equidistante das bordas superior e inferior da bandeira. O comprimento da bandeira é igual a 1+1⁄2 da altura da tralha (largura), que se traduz assim numa proporção de 2:3.
Tendo resultado num desenho de elevada complexidade, com muitos pormenores específicos, o padrão original desenvolvido pela comissão não pode no entanto ser reproduzido com todos os seus detalhes exatos recorrendo-se apenas à descrição relativamente sumária contida no parecer oficial publicado no Diário do Governo n.º 150 de 30 de junho de 1911. Por exemplo, esta não contém sequer a indicação do formato do escudo ou do número de meridianos com que deve ser representada a esfera armilar. Para além disso, o parecer foi publicado sem estar acompanhado pelos desenhos dos padrões. Estes foram apenas publicados no álbum Bandeira Nacional da Imprensa Nacional, o qual — com uma tiragem limitada a apenas 100 exemplares — estava pouco acessível ao público e mesmo à maioria dos fabricantes de bandeiras. Talvez por esta razão, uma grande quantidade de bandeiras utilizadas, inclusive por instituições oficiais, foge ao desenho exato do padrão original.
No desenho do padrão original, a esfera é desenhada em perspetiva, possuindo seis arcos de ponta em relevo, quatro dos quais são círculos máximos, sendo os outros dois círculos menores. Os círculos máximos representam a eclíptica (maior arco oblíquo), o equador e dois meridianos. Estes três últimos são posicionados de modo que as intersecções entre cada dois arcos façam um ângulo reto, sendo que um meridiano está no plano do campo da bandeira enquanto o outro é perpendicular a este. Os círculos menores consistem em dois paralelos (dos trópicos) e cada tangente sendo uma das intersecções da eclíptica-meridiano.

Desenho e proporções oficiais da bandeira

Um aspeto curioso do desenho original é a ausência de um segmento do Trópico de Capricórnio, entre o escudo e o arco da eclíptica.
Verticalmente centrado sobre a esfera, está o escudo de Portugal. A sua altura e largura são iguais a 7⁄10 e 6⁄10 do diâmetro da esfera, respetivamente. O escudo está posicionado de forma a que os seus limites se cruzem com a esfera:
- nos pontos de inflexão das extremidades distais do Trópico de Câncer (acima) e Trópico de Capricórnio (abaixo);
- no cruzamento das bordas inferiores da metade posterior da eclíptica e de metade anterior do equador, e
- na intersecção da borda superior da metade anterior da eclíptica com a borda inferior da metade posterior do equador.[6][8]

O escudo é representado no formato de ponta redonda (dito "português") e orlado de branco. O seu campo é branco, carregado com cinco quinas (escudetes de azul, com cinco besantes de branco dispostos em sautor) dispostas em cruz (1-3-1)). O campo do escudo é rodeado por uma bordadura de vermelho, carregada com sete castelos de amarelo, dispostos três no topo (um em cada canto e um ao centro), dois nos flancos e os dois restantes (rodados a 45 graus) nos pontos médios de cada quadrante da base curva. Cada castelo é desenhado como constituído por um edifício principal contendo um portão fechado e encimado por três torres com ameias, a do centro mais alta. De observar que, sendo uma bandeira, as cores que seriam heraldicamente descritas como "ouro" e "prata", são descritas como "amarelo" e "branco" respetivamente.
Numa altura em que não eram ainda usados sistemas de definição de cores, o decreto de 19 de junho de 1911 e o parecer publicado a 30 de junho de 1911, limitam-se a descrever apenas genericamente as cores da bandeira, ainda que especifiquem que os tons de verde e vermelho são, respetivamente, o verde escuro e o escarlate.
Numa entrevista posterior a um jornal, Columbano Bordalo Pinheiro viria a referir que tinha sugerido que os tons usados na bandeira fossem o verde carregado e o vermelho vivo, para evitar que o verde e vermelho não se casassem tão mal. Mas, lamentava que as bandeiras tenham acabado por ter de ser produzidas nos tons verde esmeralda e encarnado, uma vez que a Cordoaria Nacional - onde foram mandados fabricar os primeiros exemplares - não tinha disponíveis os tons ideais.
Mesmo após a generalização do uso de inúmeros sistemas de cores, não existiu qualquer documento legal que especificasse os tons da bandeira de acordo com aqueles. Os tons que se aproximam dos desenhos originais a cores estão listados a seguir, de acordo com os sistemas PMS, RGB, RYB, CMYK e Web.
| Sistema | Vermelho    | Verde         | Amarelo   | Azul          | Branco      | Preto       |
| ------- | ----------- | ------------- | --------- | ------------- | ----------- | ----------- |
| PMS     | 485 CVC     | 349 CVC       | 803 CVC   | 288 CVC       | —           | Black 6 CVC |
| RGB     | 255-0-0     | 0-102-0       | 255-255-0 | 0-51-153      | 255-255-255 | 0-0-0       |
| CMYK    | 0-100-100-0 | 100-35-100-30 | 0-0-100-0 | 100-100-25-10 | 0-0-0-0     | 0-0-0-100   |
| Web     | #FF0000     | #006600       | #FFFF00   | #003399       | #FFFFFF     | #000000     |
| RYB     | 255-0-0     | 0-102-102     | 0-255-0   | 0-38-153      | 255-255-255 | 0-0-0       |

## História e origem
O atual conceito de "bandeira nacional" — ou seja de uma bandeira que representa genericamente o conjunto da Nação Portuguesa e não apenas determinados elementos específicos da mesma como o seu Monarca, o seu Estado, as suas forças militares ou a sua marinha mercante — apenas aparece consagrado na transição do século XVIII para o século XIX, assumindo essa função a já existente bandeira com as armas de Portugal. Mas mesmo depois de se assumir como bandeira nacional, a bandeira com as armas de Portugal continua a ter um uso essencialmente militar e marítimo, só bastante mais tarde se alargando gradualmente o seu uso para outros âmbitos. Assim, o hoje comum e generalizado desfraldar da bandeira nacional em locais públicos e privados só começa a ocorrer já na segunda metade do século XIX. A obrigatoriedade da bandeira nacional ser regularmente içada nos edifícios públicos só viria a ser decretada a 16 de abril de 1910, ocorrendo portanto já em pleno século XX e apenas alguns meses antes da implantação da república.

### Bandeiras históricas
Ainda que não se enquadrassem exatamente no moderno conceito de "bandeira nacional", ao longo da sua história, Portugal teve no entanto diversas bandeiras que serviram para representar o Reino, ainda que com um uso muito limitado. As principais das quais eram as bandeiras que exibiam o brasão de armas de Portugal (popularmente referido como "quinas"), que a partir do século XIV passam a ser frequentemente referidas como "bandeiras das quinas".

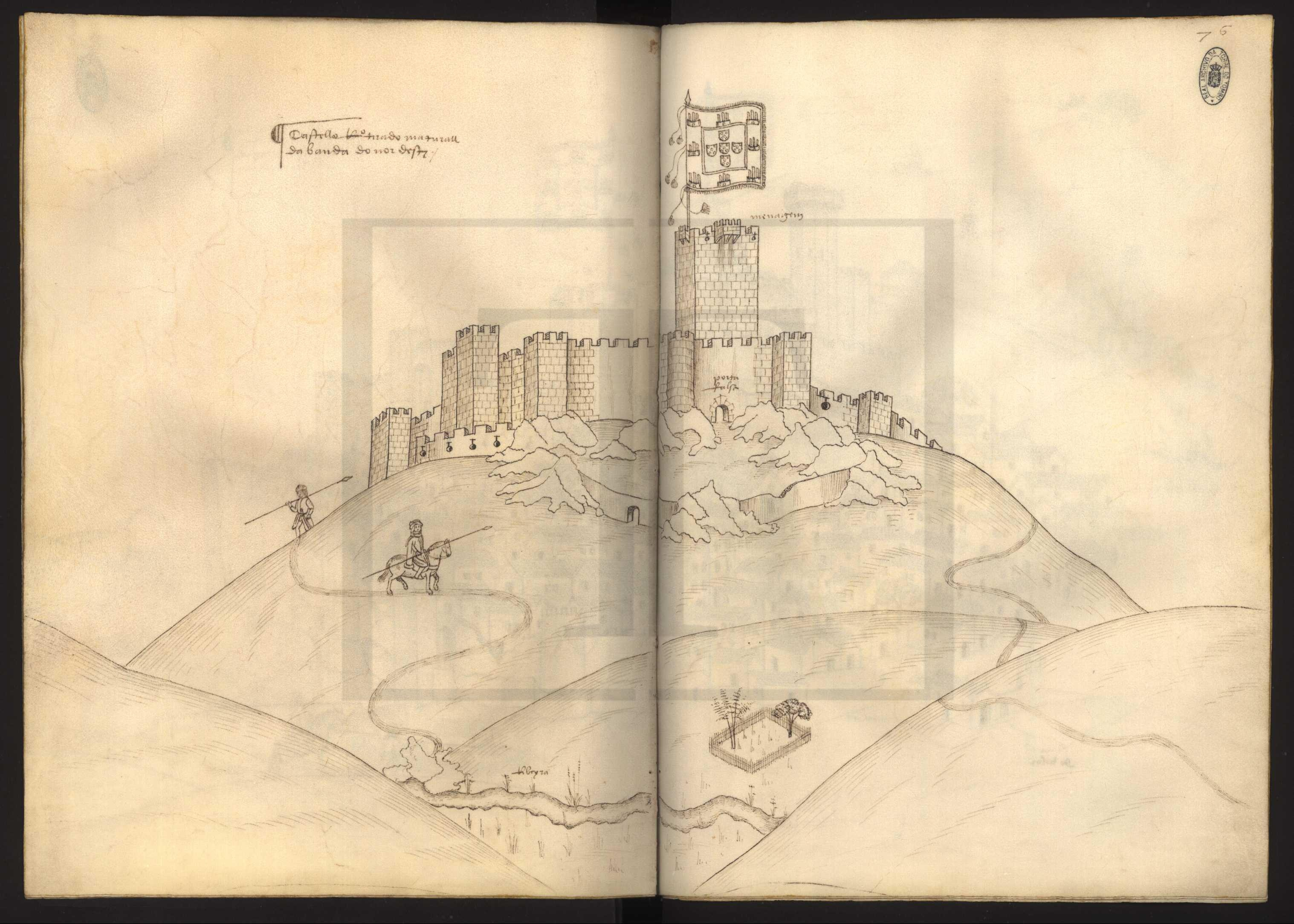
Bandeira das armas de Portugal, arvorada na torre de menagem de Castelo Rodrigo, Livro das Fortalezas, 1510

Formalmente, as bandeiras com as armas reais de Portugal eram apenas um símbolo do Monarca e do Estado, tendo inclusive o seu uso por particulares sido expressamente proibido em 1692. Na época, o uso em terra de bandeiras para içar em mastros era essencialmente militar, limitando-se basicamente ao seu desfraldar em fortificações. Não existia portanto a necessidade da existência de bandeiras para uso particular. No mar, contudo, eram necessárias bandeiras que identificassem a nacionalidade de todos os navios, não só dos navios de guerra estatais, mas também dos navios mercantes particulares. Assim, os navios mercantes — impossibilitados de arvorar a bandeira com armas reais — usam outras bandeiras portuguesas das quais se destaca a chamada "bandeira da Esfera", também de campo branco, mas tendo nele assente uma esfera armilar em lugar das armas de Portugal. Esta pode ser já considerada como uma primitiva bandeira nacional, uma vez que simbolizava expressamente a nacionalidade portuguesa e não apenas o Monarca ou o Estado Português. No final do século XVIII, vão aparentemente diminuir as restrições ao uso da bandeira com as armas de Portugal, que deixa portanto de ser uma bandeira meramente militar e estatal e se transforma a partir de então numa autêntica bandeira nacional.
Ao longo da sua evolução histórica, as bandeiras com as armas de Portugal enquadraram-se em três padrões básicos. O primeiro padrão correspondia a uma bandeira armorial ou seja uma bandeira cujo pano estava totalmente ocupado pelo campo do escudo das armas de Portugal. Pelo menos a partir do século XIV, o formato da bandeira é quadrado, constituindo portanto uma quadratura do escudo. Este padrão de bandeira terá vigorado entre o presumível estabelecimento das armas de Portugal no século XII e o final do século XVI. Os modelos de bandeiras anteriores ao século XIV são meras conjeturas, uma vez que não existem documentos iconográficos ou descritivos da época que permitam confirmar a sua autenticidade. Os modelos de bandeiras anteriores ao final do século XII são ainda mais conjeturais, uma vez que para esse período não há sequer certeza de como seriam realmente ordenadas as armas de Portugal ou inclusive se as mesmas já existiam e se eram exibidas em bandeiras. Sendo uma reprodução do campo do escudo de Portugal, as alterações porque passou a bandeira limitaram-se a espelhar diretamente as correspondentes modificações do ordenamento heráldico que foram sendo sendo feitas àquele, as principais das quais foram o acrescentamento da bordadura de castelos no reinado de D. Afonso III, o acrescentamento da cruz de Avis no reinado de D. João I e a remoção daquela cruz e o endireitamento das quinas laterais no reinado de D. João II.
O segundo padrão de bandeira vigorou a partir do século XVI, consistindo numa bandeira de campo branco no centro da qual estavam colocadas as armas de Portugal, estas sendo agora representadas pelo escudo no seu formato próprio, encimado pela coroa real e ocasionalmente incluindo outros elementos acessórios exteriores. O formato da bandeira passa a ser geralmente retangular. Esta mudança de padrão estará relacionada com a preferência pela representação naturalista ao gosto renascentista, em detrimento da estilização típica da época medieval. Este padrão de bandeira continua a ter como fim essencial o de ser um meio de exposição das armas de Portugal, não tendo o seu campo qualquer simbologia própria, razão pela qual o mesmo seria inteiramente branco, a cor neutra por excelência. Até ao século XIX, as armas que se apresentam neste padrão de bandeira não sofrem alterações formais do seu ordenamento heráldico, mas regista-se uma evolução do formato da coroa real representada. A única alteração oficial das armas vigora entre 1816 e 1826, com o acrescentamento às mesmas da esfera armilar, para que as mesmas passassem a representar o então estabelecido Reino Unido de Portugal, Brasil e Algarves. No entanto e como não existia um padrão gráfico definido, as armas são representadas artisticamente de várias formas, especialmente o seu escudo cujo formato e estilo vai variando de acordo com a moda da época, a habilidade do fabricante e o gosto de quem encomendava a bandeira.
O terceiro e último padrão foi introduzido em 1830. Neste padrão, a bandeira continua a ter ao centro as armas de Portugal, mas seu campo deixa de ser totalmente branco e sem qualquer significado, passando a ser constituído por diversas cores que assumem um simbolismo próprio. Enquadram-se neste modelo, a bandeira que vigorou entre 1830 e 1910 e a atual bandeira nacional. Na primeira, o campo continha as cores azul e branca estabelecidas pela primeira vez como cores nacionais em 1821 e que remetiam para as cores das quinas (azul dos escudetes e branco representando a prata dos respetivos besantes) das armas de Portugal. Na atual bandeira, o campo contém as cores verde e vermelha, inicialmente com uma significação política republicana, mas a que mais tarde foi atribuída uma significação patriótica nacional.
O facto de as principais bandeiras de Portugal não exibirem cores nacionais até 1830, não significa que as mesmas não existissem anteriormente. Com efeito, pelo menos a partir do século XVII, as cores do libré da Casa Real são também empregues como uma espécie de cores nacionais, servindo frequentemente para assinalar a nacionalidade portuguesa. Como tal, para além de serem as cores do próprio fardamento dos funcionários da Casa Real, são também aplicadas em uniformes militares, em estandartes e bandeiras de unidades militares e em bandeiras marítimas. No século XVII, as referidas cores simbólicas são o verde e branco. No século XVIII, o verde e branco é substituído pelo azul e escarlate, provavelmente quando da correspondente alteração das cores do libré da Casa Real que teria ocorrido em 1728. Em 1796, é estabelecido um laço a ser usado nas coberturas de cabeça dos funcionários civis e dos militares, composto pelas cores azul e escarlate. Durante a Guerra Peninsular, o azul e escarlate são consagrados como cores nacionais ao serem amplamente exibidos como sinal de patriotismo pela própria população civil. O uso das cores do libré da Casa Real como cores nacionais foi contudo considerada inadmissível pelas Cortes constituintes de 1820, iniciando-se o debate pela sua mudança. Foi escolhida a proposta do deputado Francisco Trigoso que indicou o azul e branco por considerar serem estas as cores emblemáticas da nação portuguesa desde a sua fundação. O laço nacional azul e branco foi aprovado por decreto de 23 de agosto de 1821. Na sequência da Vilafrancada, a 18 de julho de 1823, é restabelecido o laço azul e escarlate. Até 1830, as sucessivas mudanças das cores do laço nacional não tiveram impacto na bandeira nacional, que se manteve sempre branca com as armas reais ao centro. Contudo, quando a 18 de outubro de 1830, a regência na Ilha Terceira decreta o restabelecimento das cores azul e branca para o laço nacional, introduz a novidade dessas mesmas cores serem também aplicadas ao campo da bandeira nacional, que passa a ser bicolor.
Evolução da bandeira
- 1095?–1185?
- 1185?–1248
- 1248–1383
- 1385–1481
- 1485–1578?
- 1578?–1667
- 1667–1706
- 1706–1816
- 1816–1826[15]
- 1826–1830
- 1830–1910
- 1910–presente

### O surgimento do atual modelo da bandeira

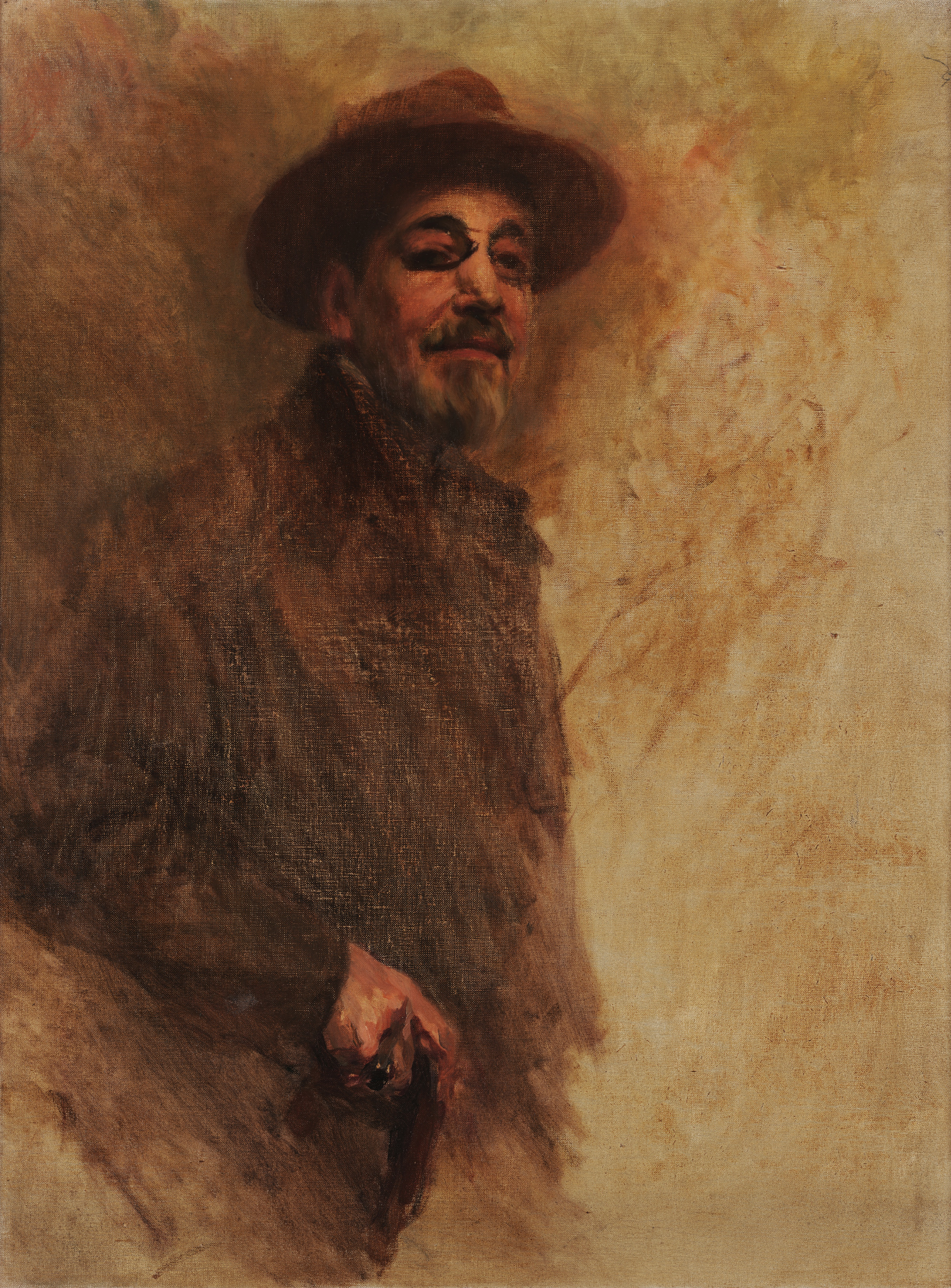
Columbano Bordalo Pinheiro, responsável artístico pelos modelos propostos pela comissão da nova bandeira

Saindo triunfante do golpe de 5 de outubro de 1910, o novo regime republicano sentiu de imediato a necessidade de serem adotados novos símbolos que marcassem a mudança e que fizessem esquecer o regime deposto. Além do hino, era especialmente importante substituir a bandeira, o símbolo mais visível perante os olhos dos portugueses.
Logo a 15 de outubro de 1910, o Governo Provisório da República nomeia uma comissão para lhe apresentar um projeto de bandeira. Esta comissão incluía o pintor Columbano Bordalo Pinheiro, o jornalista João Chagas, o escritor Abel Botelho, o primeiro-tenente da Armada António Ladislau Parreira e o capitão de artilharia José Afonso de Pala..
O modelo escolhido pela comissão acabou por se basear na bandeira da Carbonária Portuguesa, arvorada pelos republicanos na Rotunda e no cruzador Adamastor durante os confrontos de 3, 4 e 5 de outubro que acabaram por levar à implantação da república. Apesar das cores fundamentais do modelo escolhido serem o verde e o vermelho do Partido Republicano Português, bem como das bandeiras revolucionárias do 31 de janeiro e do 5 de outubro, a comissão tentou dar-lhes um significado mais patriótico, disfarçando o mero significado político que levou à sua escolha.
A justificação da escolha do modelo de bandeira foi dada pela comissão no seu relatório de 29 de outubro de 1910, do qual foi relator Abel Botelho. No referido relatório, tratando da escolha das cores fundamentais, a comissão analisa primeiro as que estavam presentes na anterior bandeira. Começou pela cor branca, logo referindo que "O branco não há dúvida que deve, em todas as hipóteses, ter representação na nova bandeira." Continua no elogio do branco, referindo que simbolizava "a inocência, a candura unânime, a pureza virgem", que tinha sido sob a cor branca que "(…) salpicada pelas quinas, das signas e pendões das hostes fieis a Afonso Henriques, que se ferem as primeiras rijas batalhas pela lusa nacionalidade (…)" e que "(…) foi a cor dos navegantes portugueses (…)". Por fim termina a referência ao branco, com "Da bandeira da República Portuguesa não pode pois desaparecer o branco (…)".

Projeto inicial da comissão para a nova bandeira nacional, que apresentava ainda mais semelhanças com a bandeira da Carbonária do que o modelo que acabou por ser escolhido

O relatório passa em seguida à cor azul. Refere que — à parte lembrar o céu e o mar, "(…) os dois grandes elementos constitutivos da nossa preferente predileção e da nossa mais bem vinda fatalidade histórica (…)" — o azul nada de notável representava na tradição e história portuguesa. Representaria a brandura, contrária ao pretendido espírito revolucionário. Considerava que não era uma cor tradicional, dado que só em 1830 teria aparecido como cor fundamental da bandeira de Portugal. Para além disso, especula que a escolha do azul teria então tido por trás um significado religioso, pois representaria Nossa Senhora da Conceição, feita padroeira do Reino por D. João IV. A análise ao azul termina com "Portanto, para nós, histórica e moralmente, o azul é uma cor condenada".
Analisados o azul e branco da anterior bandeira, a comissão passa à análise do verde e vermelho. Começando pelo vermelho, o relatório refere que se nota que esta cor começa a aparecer na bandeira quando "(…) a nação portuguesa entra na verdadeira compreensão do seu destino (…)" e "(…) de então até hoje, o vermelho tem-se conservado, mais ou menos, na Bandeira Nacional". Continua o elogio ao vermelho, referindo que o mesmo "(…) é a cor combativa, quente, viril, por excelência. É a cor da conquista e do riso. Uma cor cantante, ardente, alegre (…)" e que "Lembra o sangue e incita à vitória."

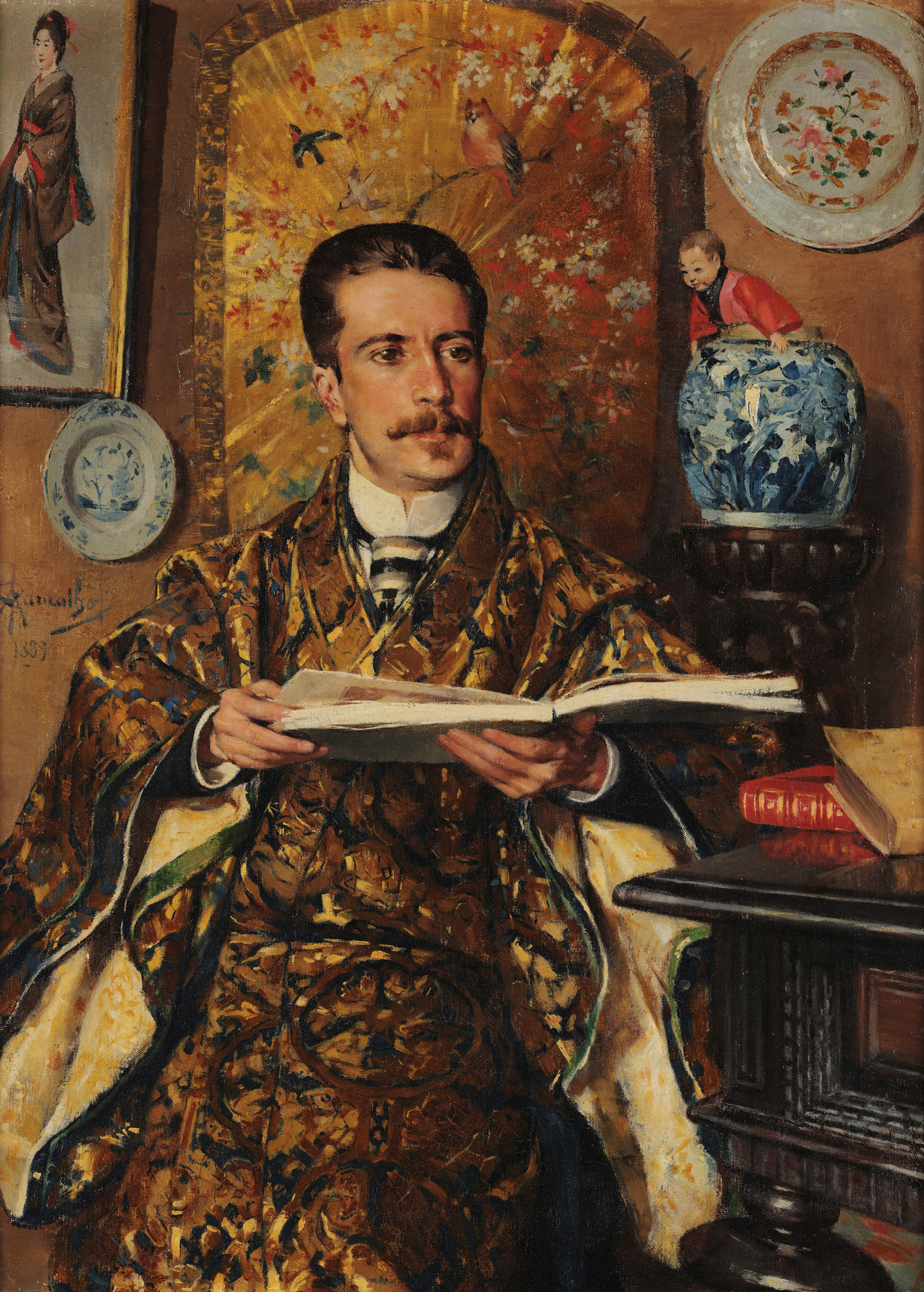
Abel Botelho, relator do relatório justificativo da comissão da nova bandeira

Por fim, o relatório passa à análise do verde. Começa por referir que "(…) a cor que, segundo Augusto Comte, mais convém aos homens do porvir (…)" parecia que não teria raízes tradicionais que a consagrassem perante a consciência nacional. Continua, referindo que "Portanto, à primeira vista repetimos que o verde, como cor fundamental não deveria, logicamente, na nova bandeira substituir-se ao branco". Apesar dos repetidos argumentos contra a presença da cor verde na nova bandeira, o relatório acaba por concluir que "Apesar de tudo impõem-se a consideração de que foi ela uma das cores que preparou e consagrou a revolução".
No âmbito da análise das cores fundamentais da futura bandeira, o relatório também comenta duas das possíveis combinações. Assim, elogia a combinação vermelho-branco, referindo que "O vermelho e branco são ainda as duas cores que, na sua nota triunfal, pelos dois hemisférios, iluminam e ilustram o passo das maiores figuras da nossa história". Em contraste, critica a combinação verde-vermelho, referindo que "(…) não é feliz, nem dispõe de um grande poder irradiante, a justaposição do verde ao vermelho".
O relatório indicia assim que a comissão se inclinava para a escolha do vermelho e branco como cores fundamentais da bandeira, pelo contrário desagradando-lhe a escolha do verde e a sua combinação com o vermelho. Apesar de tudo, vê-se forçada a escolher o verde e vermelho por razões meramente políticas.

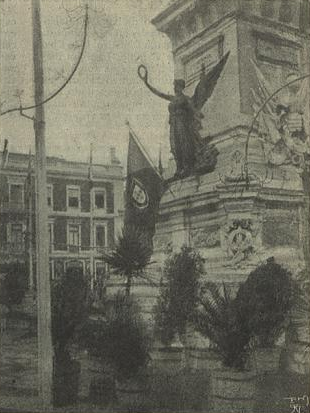
Monumento aos Restauradores em dezembro de 1910, com a nova bandeira nacional hasteada pela primeira vez

Justificada a escolha das cores do campo da bandeira, o relatório passou à descrição dos emblemas que deveriam figurar sobre as mesmas. O primeiro seria a esfera armilar manuelina, descrita como "(…) o padrão eterno do nosso génio aventureiro, da nossa existência sonhadora e épica (…)". Sobre a esfera armilar deveria assentar "(…) um outro símbolo lendário, primacial da nossa história: o escudo branco com as quinas azuis." Descrevendo a origem da bordadura de castelos do escudo de Portugal (que estava ausente do escudo das quinas que figurava na bandeira da Carbonária), o relatório defende também a sua manutenção, referindo "Eis o motivo pelo qual entendemos dever rodear o escudo branco das quinas por uma larga faixa carmesim, com sete castelos".
O modelo final apresentado pela comissão foi aprovado pelo Governo Provisório da República a 29 de novembro, sendo ordenada à Cordoaria Nacional a sua produção em grande escala. É também ordenada à Imprensa Nacional a publicação do álbum Bandeira Nacional, onde são apresentados os modelos escolhidos, com a descrição dos pormenores técnicos aos quais deviam obedecer os desenhos da bandeira nacional, das bandeiras regimentais, do jaque dos navios de guerra, do selo branco e dos emblemas dos diversos ministérios, acompanhados pelas correspondentes ilustrações explicativas a cores.
O processo de escolha da nova bandeira foi contudo bastante controverso devido à falta de consenso, mesmo entre os republicanos, sobre o modelo a escolher. O grande ponto de discórdia foi a escolha das cores fundamentais do campo da bandeira. Uma das fações (onde se incluíam personalidades como Afonso Costa, António José de Almeida e Teófilo Braga) defendia a adoção das cores republicanas verde e vermelha. A outra fação (onde se incluíam Guerra Junqueiro, Anselmo Braamcamp Freire, António Arroio, Lopes de Mendonça e Sampaio Bruno) defendia a manutenção das cores nacionais azul e branca.
A nova bandeira foi apresentada oficialmente a todo o país a 1 de dezembro de 1910, por ocasião dos 270 anos da Restauração da Independência. Esta data já havia sido estabelecido pelo Governo Provisório como o dia da Festa da Bandeira Nacional, sendo declarado feriado nacional. Na capital, a bandeira desfilou desde a Câmara Municipal de Lisboa até ao Monumento aos Restauradores, onde foi pela primeira vez hasteada.
A apresentação festiva não mascarou, no entanto, o tumulto causado por a nova bandeira ter sido escolhida em privado, sem qualquer consulta popular, ainda mais tendo-se optado por um modelo que representava mais um regime político de que a nação inteira. Para além disso, como ainda não tinha sequer uma sanção legal, o novo modelo era ainda visto como uma bandeira transitória por muitos dos que se lhe opunham, portanto ainda passível de mudança. Continuaram assim as discussões em torno da bandeira escolhida, bem como a apresentação de modelos alternativos. São apresentadas dezenas de propostas pelo público português, umas privilegiando as cores azul e branca, outros as cores verde e vermelha e outras ainda tentando conciliar as quatro cores.

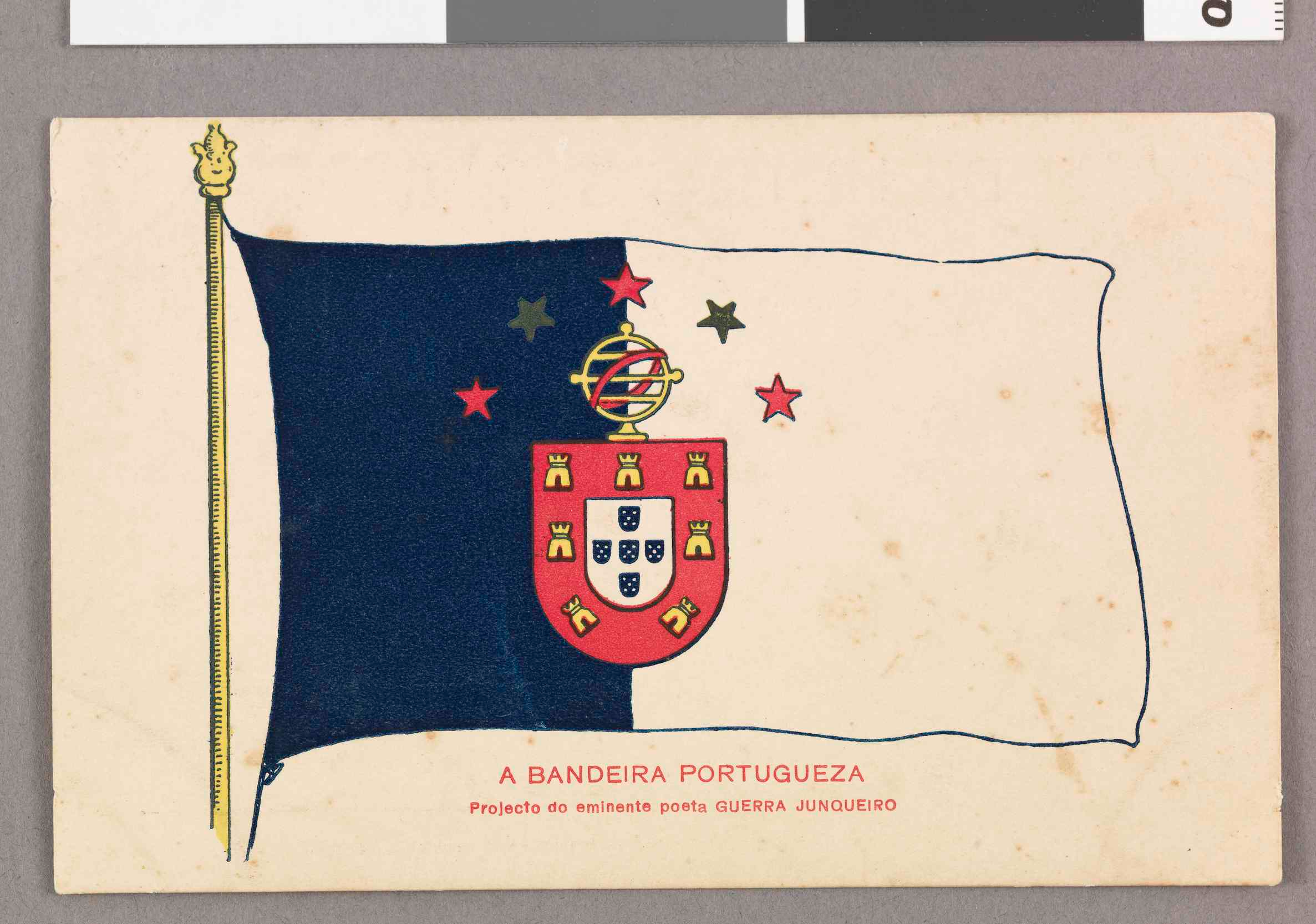
Projeto do poeta Guerra Junqueiro para a nova bandeira, apresentado em 1910

Uma das propostas alternativas que mais se destacou foi a de Guerra Junqueiro, que mantinha as características da antiga bandeira, mas retirava-lhe a simbologia monárquica materializada na coroa real encimando o escudo, substituindo-a por uma esfera armilar e sobre a mesma cinco estrelas verdes e vermelhas dispostas em arco, simbolizando o 5 de outubro e a república. Um exemplar deste modelo é inclusive colocado em exibição no edifício da Câmara Municipal de Lisboa, cuja vereação republicana se manifesta pela manutenção das cores azul e branca.
Para incentivar uma maior aceitação da nova bandeira, o Governo concedeu um exemplar a todos os estabelecimentos de ensino, dando instruções para que os novos símbolos fossem ser explicados aos alunos, sendo os livros também alterados para exibir intensivamente esses símbolos.
A nova bandeira nacional foi finalmente sancionada legalmente pela Assembleia Nacional Constituinte, na sua sessão de abertura, através do decreto de 19 de junho de 1911, publicado no Diário do Governo n.º 141 de 20 de junho. Por ordem da Assembleia Nacional Constituinte foi depois publicado no Diário do Governo n.º 150 de 30 de junho de 1911, um parecer da comissão da nova bandeira com uma descrição mais detalhada das dimensões, pormenores e outras especificações da bandeira e que também incluía as descrições dos novos modelos de jaque nacional, flâmula nacional, bandeiras regimentais e armas nacionais.

## Simbolismo
A bandeira de Portugal exibe três elementos simbólicos principais: as cores do campo, o escudo de Portugal e a esfera armilar, os últimos dois constituindo as armas nacionais.

### Cores fundamentais
O campo da bandeira é bipartido em duas cores fundamentais: o verde e o vermelho.

Bandeira de Portugal reduzida às suas duas cores fundamentais, resultando na sua correta variante sem escudo, para uso em contextos que justificam uma bandeira simplificada, incluindo como insígnia de cauda das aeronaves militares.

O relatório de 29 de outubro de 1910 da comissão da nova bandeira nacional, ao justificar a escolha das duas cores, não lhes atribui uma simbologia nacional concreta. O vermelho é referido como "a cor combativa, quente, viril por excelência", a cor mais própria para exprimir a energia e que "lembra o sangue e incita à vitória". O vermelho é também indicado como a cor da bandeira revolucionária. Quando ao verde, o relatório da comissão refere que é "a cor que, segundo Augusto Comte, mais convém aos homens do provir", mas que não tinha raízes tradicionais. Refere ainda que a sua justaposição ao vermelho não resultaria numa combinação feliz, acrescentando que à primeira vista esta não deveria ser uma das cores fundamentais da bandeira. No entanto, impunha-se a consideração de que o verde tinha sido uma das cores da revolução republicana e por isso deveria figurar na bandeira. É assim expressamente indicado que a escolha da combinação verde-vermelho se justificava apenas por elas serem as cores das bandeiras usadas pelos republicanos tanto na revolta de 31 de janeiro de 1891, como no golpe de 5 de outubro de 1910 e não por conterem algum simbolismo relacionado com Portugal.
Após a adoção da nova bandeira e face à forte contestação pública às cores escolhidas, depressa lhes foram atribuídos significados mais patrióticos, incluindo o de que o verde representava "os mares nunca dantes navegados" e o vermelho as "desconhecidas auroras que os portugueses foram os primeiros a fitar", o de que o vermelho representava os "momentos de ânsia e terror porque passou a nacionalidade portuguesa" e que o verde era a "cor bendita da esperança, ao ressurgir da Pátria Portuguesa" ou o do que o vermelho "provém da conquista do Algarve" e o verde era a cor do "pendão vencedor de Aljubarrota" e que tinha "relação com a origem étnica da República Brasileira".

Estandarte real durante a Monarquia Constitucional, com o campo de vermelho

A significação hoje mais corrente para as cores verde e vermelha viria a surgir durante o período do Estado Novo (1933–1974). Este acabou por decidir seguir uma política pragmática de consolidação do regime republicano, afastando a possibilidade de regresso à monarquia. No âmbito dessa política, procurou também encerrar o tema da escolha da bandeira nacional, dando-lhe um significado mais nacionalista. O verde passou assim a representar a esperança do povo português no seu futuro, enquanto que o vermelho passou a representar o sangue derramado por aqueles que morreram servindo Portugal.
A introdução da cor vermelha e sobretudo da cor verde é geralmente descrita como uma mudança radical no modelo tradicional das bandeiras portuguesas, essencialmente por aquelas cores nunca terem constituído uma parte significativa das antigas bandeiras com as armas de Portugal, que são hoje as bandeiras históricas mais conhecidas do público e vistas pelo mesmo como as "antigas bandeiras nacionais". Na verdade, estas cores têm uma longa tradição na simbologia de Portugal, hoje largamente ignorada.

Bandeira militar, usada durante a Guerra da Restauração, onde o verde do campo (cor nacional da época) aparecia conjugado com o vermelho da cruz da Ordem de Cristo

Relativamente à cor vermelha, a própria comissão da nova bandeira considera-a como uma cor com forte tradição, estando presente nas armas e na bandeira armorial de Portugal desde 1248, bem como sendo a cor principal da cruz da Ordem de Cristo que figurava nas bandeiras e velas dos navios portugueses durante os descobrimentos. O azul e o vermelho escarlate foram também as cores reais portuguesas a partir de 1728, passando a ser usadas em bandeiras e estandartes militares e a constituírem mais tarde as cores do tope nacional usado durante os períodos de 1797–1821 e 1823–1830. Vermelha era também a cor do campo do estandarte real durante o período da Monarquia Constitucional.
A perda de memória histórica faz com que a tradição do verde como cor simbólica de Portugal seja geralmente muito mais desconhecida pelo público, tendo sido ignorada pela comissão da nova bandeira, que a referiu mesmo como uma cor não tradicional. Na realidade, o verde esteve presente nas próprias armas e bandeira armorial de Portugal, entre 1385 e 1485, através da cruz da Ordem de Avis. Associado simbolicamente à Casa de Bragança, o verde — complementado pelo branco — tornou-se a cor nacional de Portugal quando da restauração da independência em 1640, mantendo-se assim até ao século XVIII, altura em que o azul e escarlate foram adotados como as cores reais portuguesas. Durante aquele período e ainda que estivesse ausente da bandeira das armas reais, o verde esteve presente como cor fundamental do campo de diversas bandeiras militares e marítimas portuguesas.

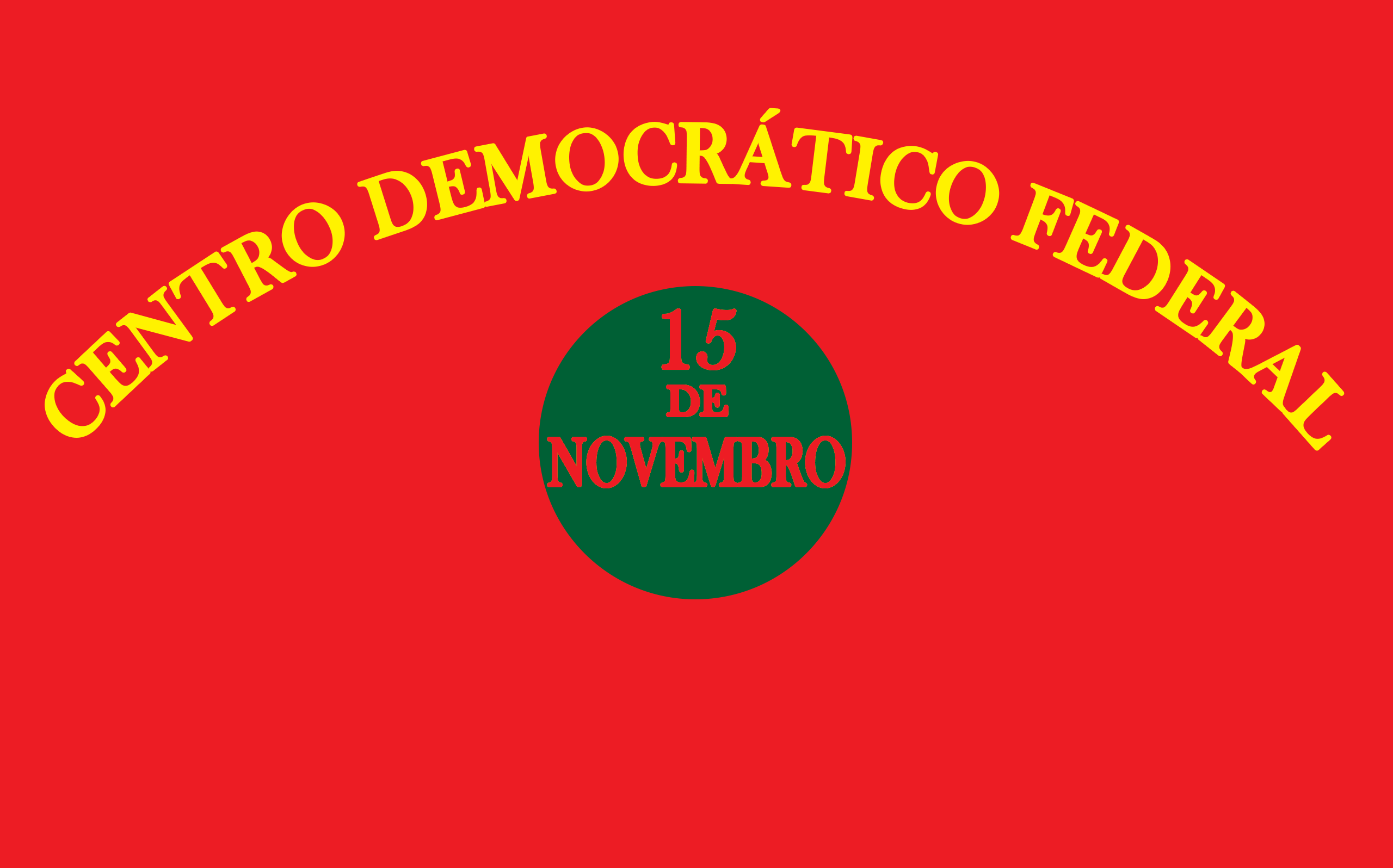
Bandeira do Centro Democrático Federal 15 de Novembro, arvorada durante o 31 de janeiro de 1891

A escolha do verde e vermelho não se terá devido contudo à sua esquecida tradição histórica, mas ao facto de serem as cores do republicanismo. Estas cores estavam já presentes na tentativa de golpe de 31 de janeiro de 1891. Durante a revolta, os republicanos içaram no edifício da Câmara Municipal do Porto a bandeira do Centro Democrático Federal 15 de Novembro, clube republicano que liderou a intentona e cuja designação homenageava a data da proclamação da república do Brasil. Essa bandeira era vermelha com um disco verde ao centro, sobre o disco tinha a inscrição "Centro Democrático Federal" e no próprio disco a inscrição "15 de Novembro". Durante os 20 anos seguintes, o vermelho e o verde estiveram presentes em cada item republicano em Portugal. Várias teorias, algumas delas bastante rebuscadas, procuraram explicar a origem das cores verde e vermelha. A explicação pode contudo ser bastante simples e inferida do próprio relatório da comissão da nova bandeira. Assim, o vermelho estava há muito consagrado como a cor revolucionária, sendo a cor das bandeiras desfraldadas na onda de revoluções que varreu a Europa do século XIX. Já o verde era a cor do positivismo, doutrina social, política e religiosa desenvolvida pelo filósofo francês Augusto Compte, que constituía base ideológica do republicanismo brasileiro, através do qual influenciou também as elites republicanas portuguesas. O verde era também a cor principal da bandeira do Brasil, cujo movimento republicano tinha fortes ligações ao movimento português e era por este visto como o modelo a seguir, não só por se originar no país-irmão (no qual aliás, tinham nascido vários dos líderes republicanos portugueses, como Magalhães Lima, Bernardino Machado e o próprio João Chagas, membro da comissão da nova bandeira) mas também do ponto de vista doutrinal e pelo exemplo inspirador que se tornou ao conseguir proclamar a república brasileira a 15 de novembro de 1889.

### Escudo de Portugal
Ao centro, sobreposto à união das duas cores fundamentais e assente sobre a esfera armilar, a bandeira tem o tradicional escudo de Portugal.

Escudo de Portugal

O escudo tem sido o principal e mais constante símbolo visual de Portugal ao longo da sua história. Depois de evoluir ao longo dos cerca de 300 primeiros anos do Reino de Portugal, desde a mítica cruz azul sobre um campo de prata que constituiria o escudo inicial do rei D. Afonso Henriques, passando pelos cinco escudetes de azul semeados de besantes, com existência confirmada a partir do reinado de D. Sancho I iniciado em 1139, pela introdução da bordadura com castelos por D. Afonso III em 1248, pelo acrescentamento de uma cruz da Ordem de Avis por D. João I em 1385, o escudo de Portugal acaba por fixar-se no ordenamento atual em 1481, no reinado de D. João II.
O escudo foi sempre o elemento central da principal bandeira de Portugal, a qual durante séculos teve for fim justamente exibi-lo, sendo como tal conhecida por "bandeira das armas reais" ou "bandeira das quinas". Até final do século XVI, a mesma constituía uma bandeira armorial, estando ordenada como a quadratura do campo do escudo. Posteriormente, a bandeira passou a ter um campo branco, contendo ao centro as armas de Portugal, agora exibidas com o escudo no seu recorte original, encimado pela coroa real. Só a partir de 1830 é que a bandeira deixa de ser um mero meio de exibição do brasão de armas e passa a ter uma individualidade e simbologia própria, com o seu campo deixando de ser simplesmente branco e passando a conter as cores nacionais, ainda que sobre as mesmas continuassem a estar dispostas as armas de Portugal. Por tudo isto, a evolução da bandeira portuguesa está inerentemente associada com a evolução do escudo em particular e das armas de Portugal em geral.
O ordenamento heráldico do escudo de Portugal pode ser descrito como em campo de prata, cinco quinas dispostas em cruz e uma bordadura de vermelho com sete castelos de ouro. "Quina" é a designação tradicional de cada um dos escudetes de azul carregados com cinco besantes de prata dispostos em sautor que constituem o elemento principal do escudo de Portugal. Por sinédoque, o termo "cinco quinas" ou abreviadamente "quinas" passou a ser usado para designar o escudo ou mesmo a totalidade das armas de Portugal, bem como levou a que bandeira de Portugal seja conhecida como "bandeira das quinas". Na descrição oficial da bandeira, o escudo é indicado como estando rodeado por uma orla branca, a qual não faz no entanto parte do seu ordenamento heráldico.

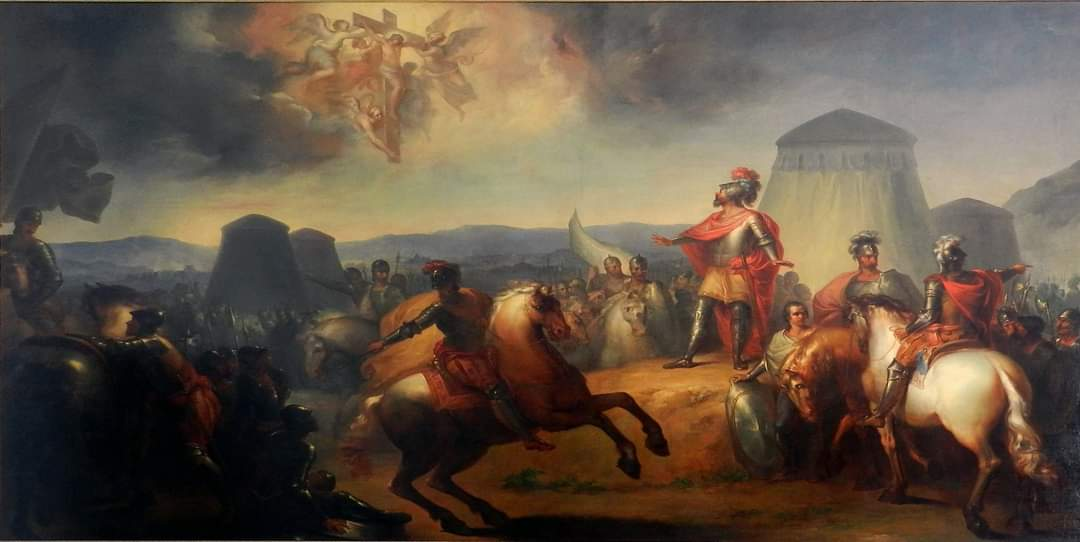
O Milagre de Ourique. Pintura de Domingos Sequeira, 1793

Existem diversas teorias - nenhuma delas até agora devidamente comprovada - sobre a origem das cinco quinas e dos respetivos besantes.
A explicação mais tradicional associa a sua origem a um lendário milagre que teria antecedido a batalha de Ourique travada a 25 de julho de 1139. Conforme a versão da lenda, o Anjo de Portugal, o apóstolo Santiago ou o próprio Jesus Cristo teria aparecido a D. Afonso Henriques antes da batalha, prometendo-lhe a vitória caso passasse a usar as quinas como sinal. As cinco quinas representariam as cinco chagas de Cristo ou os cinco reis mouros derrotados pelos portugueses na batalha, a disposição das quinas representaria a cruz cristã e os besantes representariam os 30 dinheiros (contados duas vezes os da quina do meio) que Judas teria recebido pela traição a Jesus. Uma ligeira variação da explicação indica os cinco besantes em cada quina como representando as chagas de Cristo, com as cinco quinas a representar os reis mouros derrotados.
A batalha de Ourique como origem lendária das quinas aparece pela primeira referida por D. Pedro Afonso, conde de Barcelos, na sua Crónica Geral de Espanha de 1344. A lenda esbarra, pelo menos no que diz respeito à explicação dos besantes, com o facto de o número destes ter sido inicialmente variável, só se tendo fixado em cinco por cada escudete por volta do século XIV. Surgiram assim explicações alternativas, como a de que os besantes representariam afinal o direito do Rei de Portugal a cunhar moeda, simbolizando implicitamente a sua soberania. Uma outra explicação mais prosaica para a origem, tanto das quinas como dos besantes, com bastante aceitação entre os heraldistas, indica que o escudo físico portado em combate por D. Afonso Henriques, reproduziria a heráldica do seu alegado brasão original (de prata, com uma cruz de azul), contendo assim a cruz, que seria formada com duas tiras de couro pintado de azul, cruzadas e fixas, ao fundo de cor branca, por cinco grupos de pregos. Devido aos golpes sofridos em combate, a maior parte das tiras de couro que formavam a cruz teria sido arrancada, delas restando apenas os pedaços localizados junto aos cinco grupos de pregos. Teria sido assim que a original cruz azul se teria transformado nas cinco quinas, originando-se os cinco escudetes nos pedaços restantes da cruz e os besantes nas cabeças dos pregos que os fixavam.
No que diz respeito à bordadura de castelos, introduzida no reinado de D. Afonso III, a explicação da sua origem é hoje mais consensual entre os historiadores e heraldistas, a qual rebate a mais tradicional. Assim, tradicionalmente a bordadura de castelos é geralmente associada ao Algarve e à conclusão da sua reconquista aos mouros em 1249, por D. Afonso III, o que o levou a acrescentar ao seu título de "Rei de Portugal", o de "Rei do Algarve". A bordadura simbolizaria assim o novo Reino do Algarve. Esta explicação é por vezes refinada, chegando-se a detalhar a correspondência de cada um dos sete castelos a cada uma das supostas sete povoações algarvias tomadas por D. Afonso III. Este detalhe não tem contudo em conta que o número de castelos representados na bordadura do escudo só foi fixado em sete no final do século XVI, até então variando entre sete e 16. Atualmente, esta explicação tradicional é descartada pela maioria dos heraldistas. A explicação hoje mais aceite remete à prática heráldica da época, que consistia em os infantes de Portugal usarem, como brasão, as armas reais diferenciadas por elementos retirados das armas da respetiva mãe ou cônjuge, uma vez que só o Rei podia usar aquelas armas indiferenciadas. Estando as armas plenas de Portugal reservadas ao rei D. Sancho II, irmão de D. Afonso, este enquanto infante teria usado aquelas armas diferenciadas com o acrescentamento de uma bordadura das armas dinásticas da sua mãe D. Urraca ou da sua segunda mulher D. Beatriz, ambas originária da Casa Real de Castela, cujo brasão consistia justamente num castelo de ouro em campo de vermelho. Ao depor o seu irmão e assumir a Coroa, D. Afonso III teria decidido - talvez por escrúpulos - manter as armas que usava como infante, em vez de passar a usar as originais armas reais sem a bordadura.

### Esfera armilar

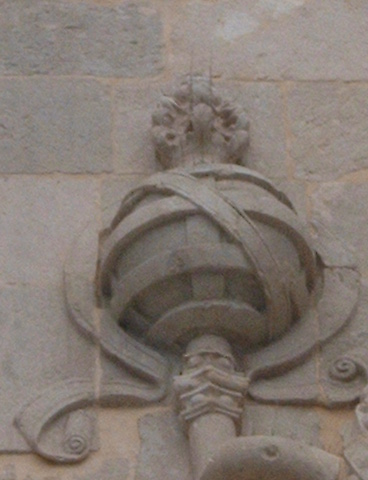
Esfera armilar manuelina, esculpida na fachada da Igreja Matriz da Golegã

No centro da bandeira está a esfera armilar manuelina em amarelo e avivada de negro, nela assentando o escudo de Portugal.
A esfera armilar constituía um importante instrumento astronómico durante a época dos descobrimentos portugueses, que serviu de emblema pessoal do rei D. Manuel I. Apesar da tradicional explicação popular e simplista da esfera ter sido adotada para simbolizar a expansão marítima, inicialmente a mesma carregaria um significado mais profundo e esotérico. A esfera foi atribuída pelo rei D. João II ao seu sobrinho D. Manuel, quando este foi feito duque de Beja e herdeiro da Coroa em 1484. Para além da esfera como parte figurativa do emblema, este incluía como lema a frase latina Spera in Deo e fac bonitatem (Espera em Deus e faz o bem), frequentemente abreviada e resumida à palavra Spera. Esta palavra, pela semelhanças entre o p e o dígrafo ph, representando o fonema f, tendia a ser lida como Sfera (forma arcaica de "esfera"), criando-se assim um jogo de palavras entre a esfera (como representação do mundo) e a espera de D. Manuel para alcançar a Coroa de Portugal.
Quando D. Manuel se tornou Rei de Portugal, continuou a usar a esfera armilar como emblema. O seu reinado (1495–1521) coincidiu com o pico da expansão ultramarina e do poderio português, sendo esfera armilar abundantemente representada em inúmeros suportes, como edifícios, documentos e bandeiras. Nomeadamente, está abundantemente representada nos edifícios de estilo manuelino construídos naquela época.
Durante o reinado de D. Manuel I, adquire uma simbologia messiânica imperial, reforçada com a frequente colocação das inscrições "MROE" ou "MORE" — siglas de Manuel Rex Orbis Est / Manuel Orbis Rex Est (Manuel é Rei do Mundo) — na sua elíptica. A esfera armilar tornou-se tão importante durante este período que deixou de ser considerada um emblema meramente pessoal do Rei e transforma-se num emblema nacional de Portugal em geral e do seu império ultramarino em particular, continuando a ser usada como tal, mesmo depois da morte de D. Manuel I.

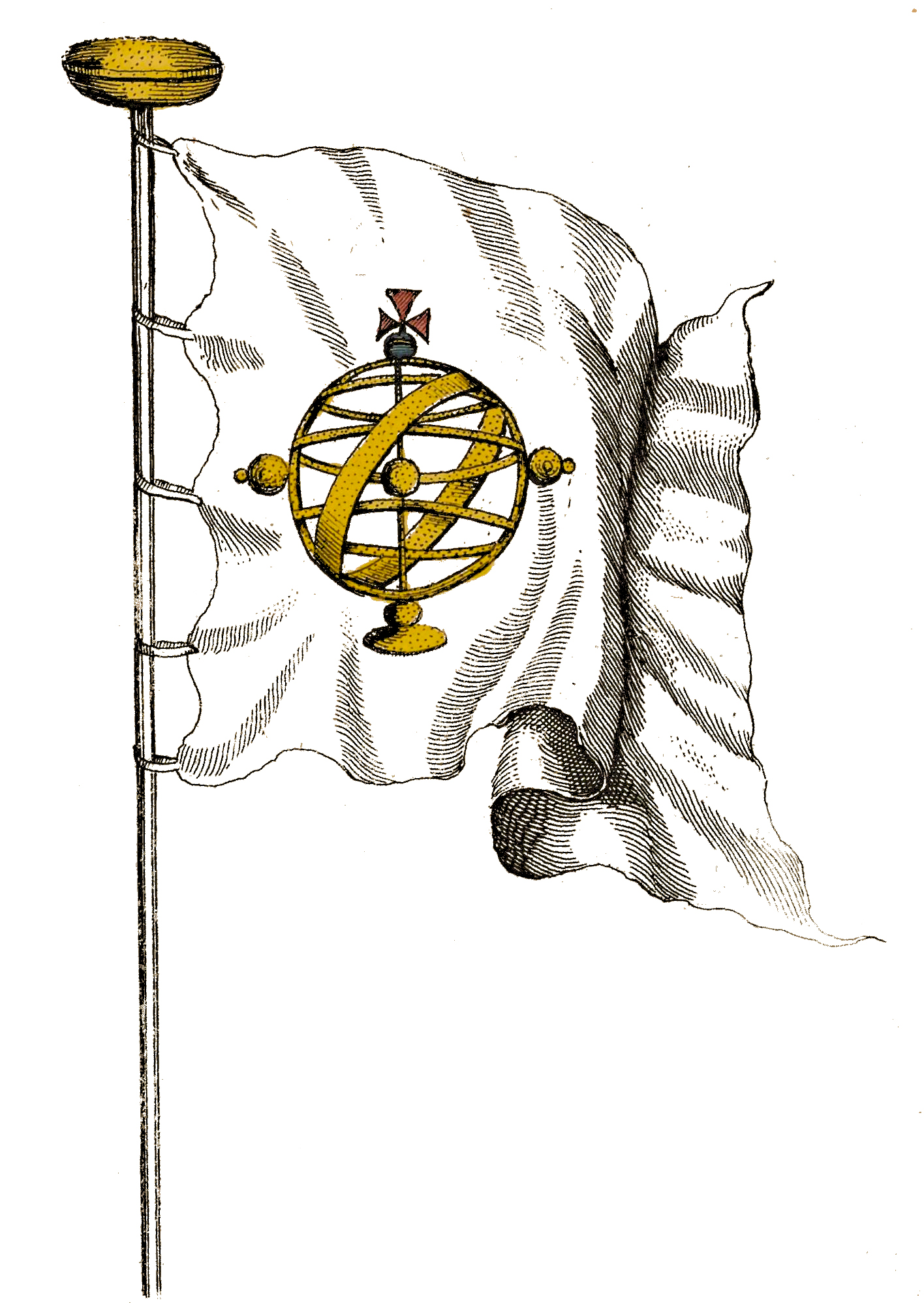
Bandeira da Esfera, usada pelos navios mercantes portugueses no século XVIII. La Connoissance des pavillons, 1734

A partir do final do século XVII, estando os navios mercantes portugueses impedidos de arvorar a bandeira branca com as armas reais de Portugal, reservada ao uso exclusivo dos navios da Coroa, passaram a usar como pavilhão uma outra bandeira também branca, mas contendo a esfera armilar em vez das armas reais. Esta bandeira era por isso referida como "Bandeira da Esfera", para a distinguir da bandeira das armas reais conhecida como "Bandeira das Quinas".
Como um símbolo oficioso do Ultramar Português, a esfera armilar é frequentemente neste usada em complemento ou mesmo em substituição das armas de Portugal, como é o caso de muitas das moedas ali emitidas. Teve uma especial importância no Brasil, figurando em quase todas as moedas ali cunhadas a partir do século XVII.
Apesar da sua importância adquirida há muito como símbolo português, só em 1817, quando da ordenação das armas para o recém-criado Reino Unido de Portugal, Brasil e Algarves é que a esfera armilar passou, pela primeira vez, a ser parte integrante das armas nacionais. Sendo largamente usada no Brasil, nomeadamente nas moedas localmente cunhadas, para além de ter sido originalmente o emblema de D. Manuel I em cujo reinado foi descoberto aquele território, a esfera armilar acabou por ser reconhecida como um emblema local, sendo formalizada como constituindo as armas do Reino do Brasil e introduzida como elemento das armas da União. Implicitamente passou também a estar presente na bandeira nacional do Reino Unido de Portugal, Brasil e Algarves, que continuou a seguir o modelo de campo branco com as armas do Reino ao centro. Ao declarar a sua independência em 1822, o Brasil manteve a esfera armilar como parte integrante do seu brasão de armas e bandeiras nacional.
A esfera armilar foi reintroduzida nas armas de Portugal criadas após a implantação da república, simbolizando agora não especificamente o Brasil, mas sim o "génio aventureiro" e a "expansão marítima" dos Portugueses, conforme referido no relatório da comissão da nova bandeira nacional. O modelo de esfera introduzido em 1910 difere do modelo de 1817, uma vez que mostra apenas um meridiano central visível e não cinco meridianos como anterior.

## Uso, protocolo e etiqueta
Como símbolo da Pátria, o uso da bandeira de Portugal deve ser respeitoso e parcimonioso, bem como deve obedecer estritamente às normas de protocolo e de etiqueta que o regem. Estas incluem normas legais portuguesas e regras protocolares internacionais, bem como regras informais de etiqueta consagradas pela tradição. O principal diploma legal que rege o uso da bandeira nacional é o decreto-Lei nº. 150/87, o qual define as regras gerais para a sua utilização. As regras específicas para a sua utilização no âmbito militar estão definidas no Regulamento de Continências e Honras Militares. O uso da bandeira nacional como pavilhão (bandeira indicativa de nacionalidade) das embarcações portuguesas é regulado pela Ordenança do Serviço Naval no que diz respeito especificamente às da Armada e pela diversa regulamentação marítima nacional e internacional no que diz respeito às restantes. A utilização da bandeira nacional nas escolas oficiais do 1º ciclo do ensino básico também tem normas específicas, definidas pela portaria nº. 411/91.
O uso respeitoso da bandeira de Portugal implica que a mesma esteja sempre em boas condições de limpeza e conservação, que apenas seja colocada em locais dignos e apropriados para a receber e que tenha sempre as dimensões adequadas ao local onde seja desfraldada. A bandeira nunca deverá ser usada como decoração, revestimento ou qualquer outra finalidade que possa afetar o respeito que lhe é devido.

### Quando desfraldada com outras bandeiras
Quando desfraldada conjuntamente com outras bandeiras, a bandeira de Portugal deverá ter sempre precedência superior a todas as restantes. Esta precedência aplica-se a qualquer outra bandeira, incluindo bandeiras de países estrangeiros, bandeiras de organizações internacionais e supranacionais, bandeiras regionais e locais e bandeiras de entidades privadas. Excetuam-se os casos de instalações ou reuniões de carácter internacional, em que a precedência poderá ser definida pelas regras protocolares específicas que se apliquem.

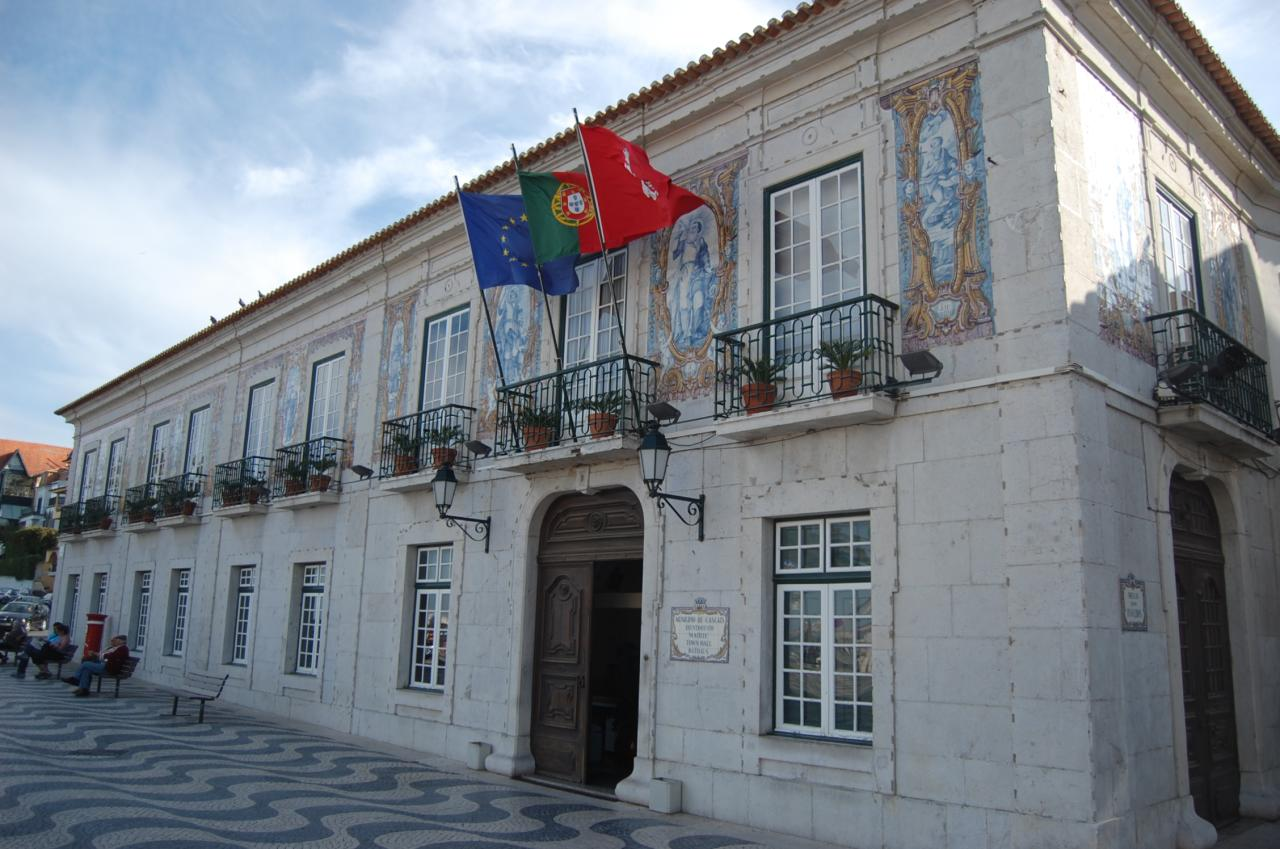
Disposição de bandeiras em três mastros. De acordo com as regras para este caso, a bandeira de Portugal ocupa o mastro do centro. Paços do Concelho, Cascais

A precedência da bandeira de Portugal implica que a mesma seja sempre de dimensão igual ou superior às restantes bandeiras e que ocupe sempre o lugar de maior honra.
De acordo com o número de mastros existentes, o lugar de honra a ocupar pela bandeira de Portugal deverá ser:
- um único mastro: ocupará o topo do mesmo, sendo que caso sejam desfraldadas outras bandeiras no mastro, estas serão colocadas por baixo;
- dois mastros: ocupará o mastro da direita (de quem está de costas para o edifício ou recinto);
- três mastros: ocupará o topo do mastro do centro;
- quatro ou mais mastros,

1. quando colocados no topo, fachada ou interior de um edifício: ocupará o topo do mastro do centro quando o seu número for ímpar ou do mastro imediatamente à direita do ponto central (de quem está de costas para o edifício ou lugar de honra numa sala) quando o seu número for par,
2. quando colocados no solo: ocupará o topo do mastro mais à direita (de quem está de costas para o edifício ou recinto).[38]

Quando os mastros tiverem alturas diferentes, a bandeira de Portugal ocupará sempre o topo do mastro mais alto. Num mastro com verga, ocupará o topo do mesmo, exceto se o topo não estiver preparado para ser utilizado, situação em que ocupará o lado direito (de quem está de costas para o edifício ou recinto).

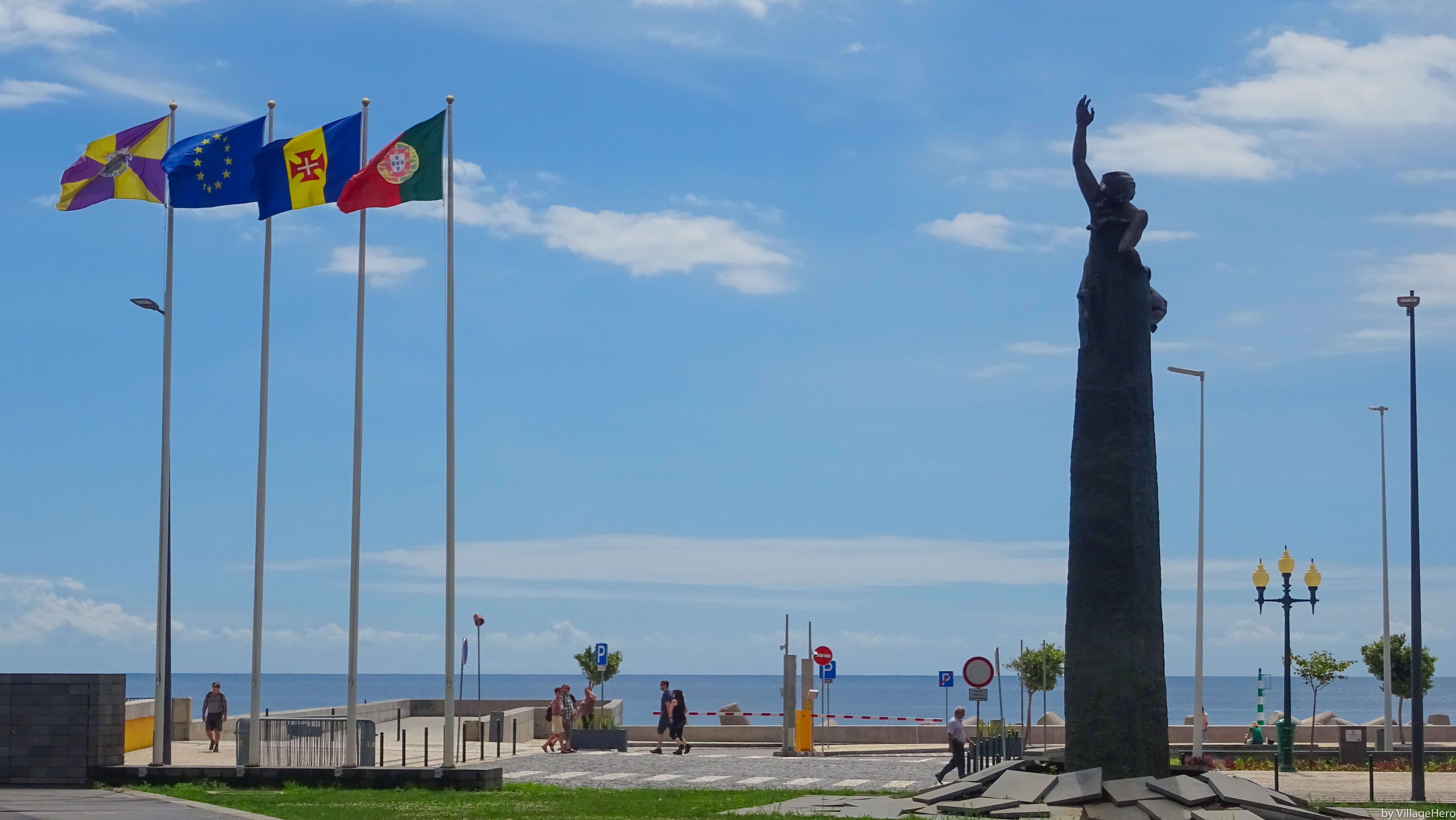
Disposição de bandeiras em quatro mastros no solo. De acordo com as regras para este caso, a bandeira de Portugal ocupa o mastro mais à direita, que é aqui definida pelo lado direito da estátua localizada na praça. Praça da Autonomia, Funchal

Em instalações em terra relacionadas com as atividades náuticas — como capitanias, portos, marinas e clubes náuticos — as bandeiras são frequentemente arvoradas num mastro dispondo de carangueja (verga inclinada e projetada do mastro), que simula o mastro de ré de um navio. Neste caso, deverão seguir-se as regras de etiqueta e cerimonial marítimo que estabelecem que a bandeira nacional não seja desfraldada no topo do mastro e sim na carangueja, uma vez que este seria o lugar de maior honra num navio.
A bandeira europeia é frequentemente desfraldada em conjunto com a bandeira de Portugal, tendo-se adotado o costume de lhe dar geralmente a precedência imediata a esta. Apesar de generalizado, o uso da bandeira europeia e a precedência que lhe é dada são contudo meramente oficiosos e facultativos na grande maioria dos casos, havendo exceções como é o caso da Assembleia da República onde o seu uso obrigatório foi introduzido em 2022. Nas regiões autónomas dos Açores e da Madeira e por força das respetivas legislações regionais, a precedência imediata à bandeira nacional cabe expressamente à bandeira da respetiva região, dando-se uma precedência inferior à bandeira europeia. Relativamente a todas as restantes bandeiras, a precedência que lhes é dada deverá ser análoga à precedência dada às entidades que cada qual simboliza no âmbito do protocolo de Estado.

### Bandeira a meia haste
Quando for determinada a observância de luto nacional, a bandeira de Portugal será colocada a meia haste durante o período em que durar o mesmo.
O ato de arvorar a bandeira a meia haste deverá ser executado de acordo com o seguinte procedimento:
1. antes de ser colocada a meia haste, a bandeira de Portugal é içada até ao topo do mastro e só depois é descida até meio do mesmo;
2. estando colocada a meia haste, para ser arriada, volta novamente a ser içada até ao topo e só então é descida;
3. quaisquer outras bandeiras que estejam desfraldadas conjuntamente com a bandeira de Portugal também terão que ser colocadas a meia haste se aquela o for.[34][38]

### Dias e locais onde deve ser desfraldada
A bandeira de Portugal poderá ser desfraldada na generalidade dos locais públicos e privados situados em território nacional, desde que sejam cumpridas rigorosamente as regras do protocolo, etiqueta e respeito. Também deverá ser arvorada nas representações diplomáticas portuguesas no estrangeiro de acordo com as normas do protocolo diplomático, bem como nas embarcações portuguesas de acordo com as leis e normas marítimas nacionais e internacionais

#### Edifícios em geral e outros locais em terra

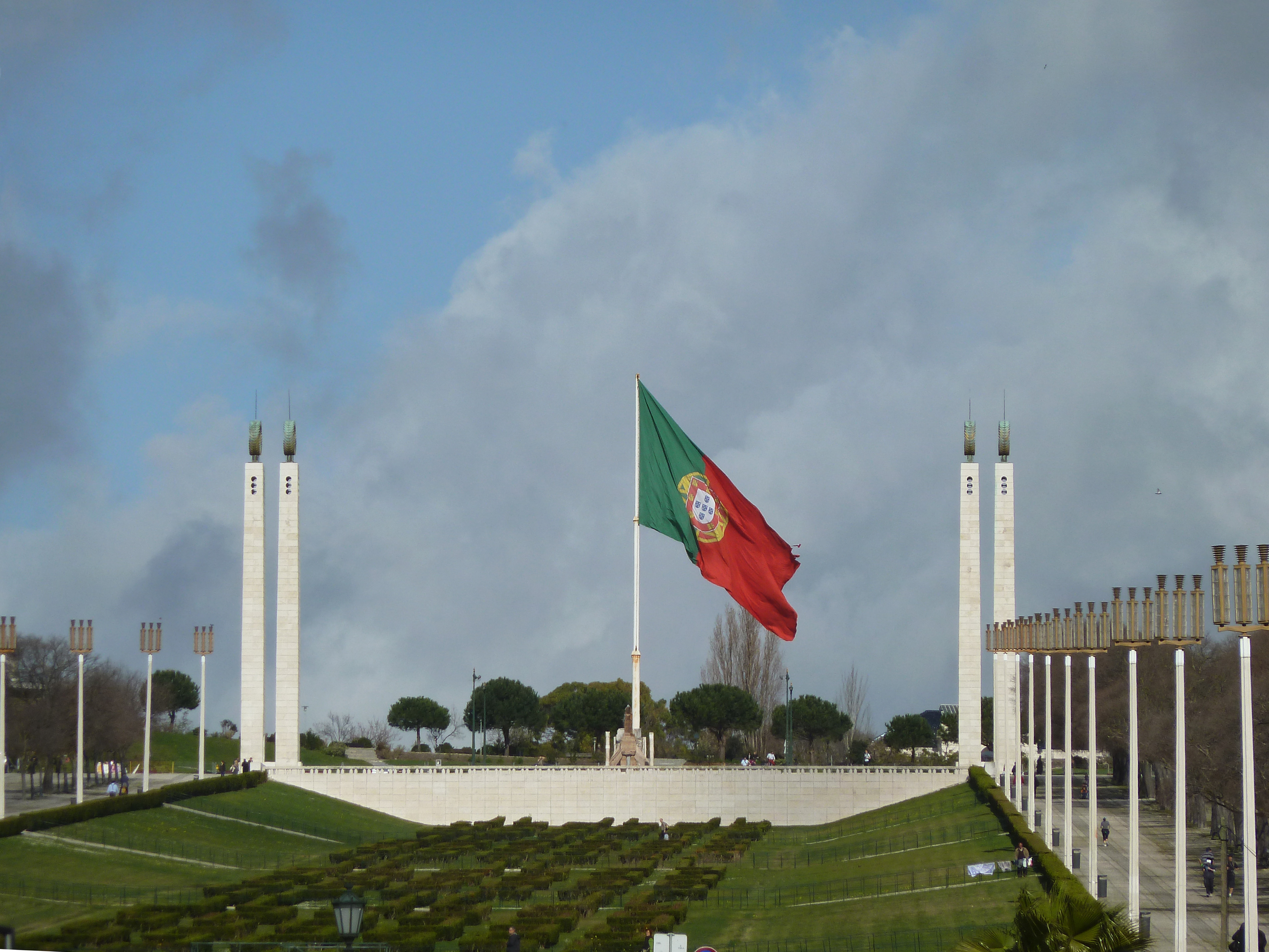
Bandeira monumental de Portugal arvorada no alto do Parque Eduardo VII, Lisboa

A bandeira de Portugal deverá ser arvorada todos os dias nas sedes dos órgãos de soberania (Presidente da República, Assembleia da República, Governo e tribunais).
Deverá ser arvorada aos domingos e feriados, bem como em outros dias em que se realizem cerimónias oficiais, atos ou sessões solenes públicas ou ainda em outros dias em que tal seja estabelecido pelas autoridades competentes, nos seguintes locais:
1. Monumentos nacionais;
2. Outros edifícios públicos onde funcionem serviços da administração central, regional e local;
3. Sedes de institutos públicos e de empresas públicas.[38]

Opcionalmente, pode também ser arvorada pelos institutos e empresas públicas fora das respetivas sedes, bem como por instituições privadas ou pessoas singulares desde que sejam respeitadas as regras legais e protocolares em vigor.
Nos dias e locais onde seja arvorada, a bandeira de Portugal deve ser içada às 9h00 e arriada ao pôr do Sol. Opcionalmente, pode permanecer içada durante a noite, desde que esteja convenientemente iluminada.
Em atos públicos, quando a bandeira não se apresente arvorada num mastro ou numa haste, poderá ser suspensa num lugar honroso e destacado, mas nunca usada como decoração ou revestimento.

#### Escolas
Todos os estabelecimentos de ensino oficial devem arvorar a bandeira de Portugal de acordo com as normas de utilização da mesma no exterior de edifícios públicos.
Para além disso, todas as escolas oficiais do 1.º ciclo do ensino básico deverão dispor de uma bandeira de Portugal para ser colocada no lugar de maior destaque no interior de cada escola. Esta bandeira deverá ser colocada numa haste de madeira, que assentará num dispositivo metálico fixado na parede e formando um ângulo agudo com esta, garantindo-se que o escudo nacional fique visível. A bandeira deverá ser sempre colocada em lugar de relevo, posicionada à direita de quaisquer outros símbolos colocados no solo ou nas paredes e resguardada das atividades lúdicas dos alunos. O órgão de administração de cada escola pode optar por colocar permanentemente ou pontualmente a bandeira noutro local, mas garantindo sempre que a mesma fique em lugar de destaque.

#### Instalações militares
Nas instalações das unidades, estabelecimentos e demais órgãos militares, a bandeira de Portugal deverá ser arvorada aos domingos, feriados e outros dias em que for determinado.
Nas fortificações marítimas encarregadas de prestar as honras de um porto, deverá ser arvorada todos os dias. Nos portos de mar onde não existam fortificações encarregadas de prestar as honras e sempre que no porto fundeie algum navio de guerra português ou estrangeiro, a bandeira de Portugal será arvorada na sede do comando local da Armada, Exército ou Força Aérea, se este for visível do mar.
Nas instalações militares, a bandeira é içada às 8h00 e arriada ao pôr do Sol. Se durante o período compreendido entre o pôr do Sol e as 8h00 do dia seguinte, passar, fundear ou largar de um porto português um navio de guerra estrangeiro, a bandeira de Portugal é içada na respetiva fortificação encarregada de prestar as honras do porto, sendo arriada logo que o navio passe ou fundeie. Quando tiver que permanecer içada durante a noite, a bandeira deverá manter-se iluminada.

#### Navios e outras embarcações

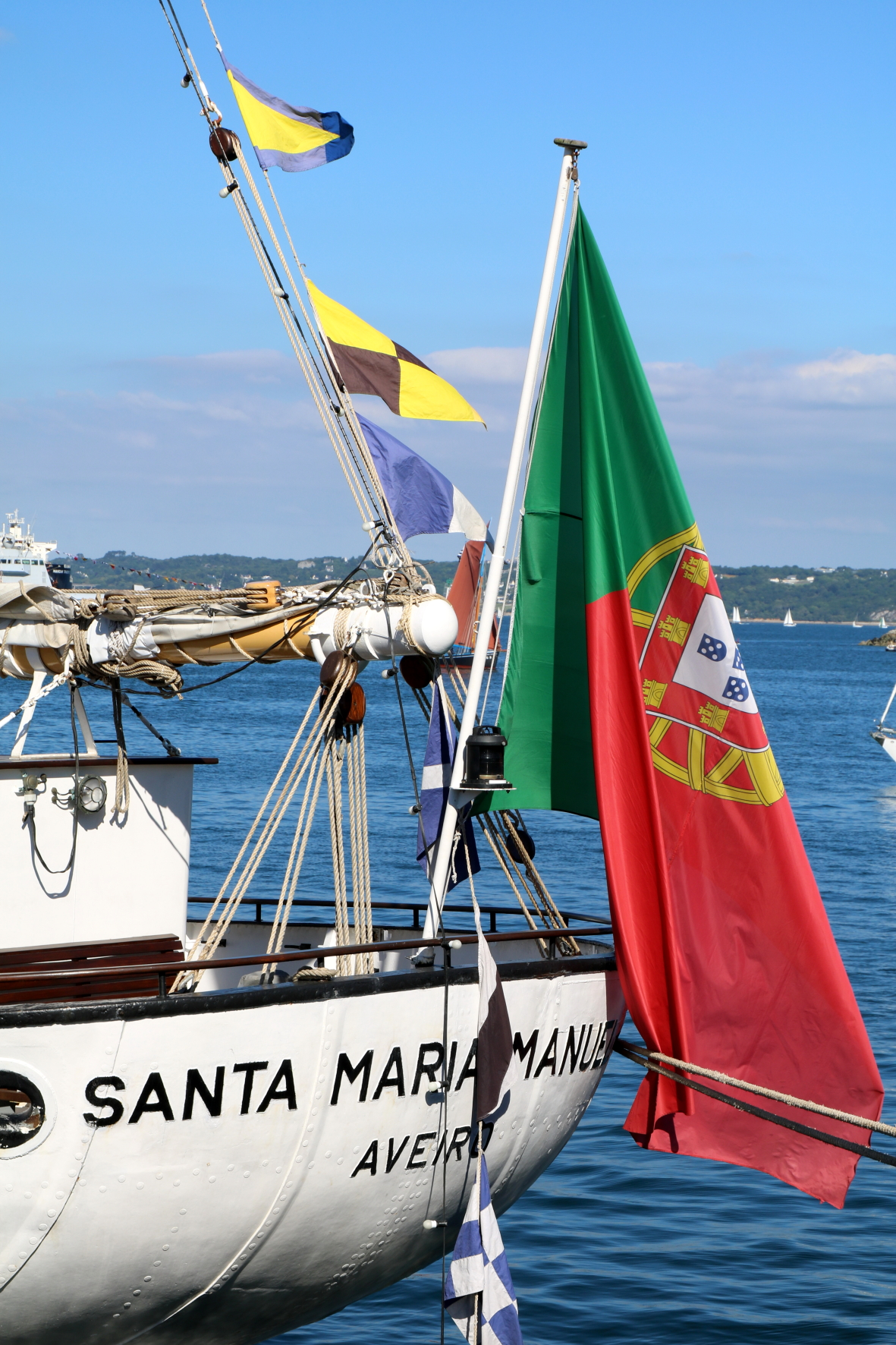
Bandeira arvorada à popa do veleiro português Santa Maria Manuela

A bandeira de Portugal serve de pavilhão (bandeira indicativa de nacionalidade) a todos os navios e outras embarcações portuguesas, sendo geralmente arvorada à popa das mesmas. Além da função simbólica idêntica à que tem em terra, a bandeira de popa de uma embarcação mantém ainda uma importante função prática, nomeadamente a de ser prova legal da sua afiliação a Portugal como o seu estado de bandeira. A bandeira portuguesa arvorada numa embarcação mostra assim que a mesma opera sob a jurisdição legal de Portugal, a ela se aplicando a lei e regulamentação portuguesa.
A bandeira de Portugal serve de bandeira mercante portuguesa e — como tal — todas as embarcações mercantes desta nacionalidade (incluindo as de comércio, de pesca e de recreio) têm o direito de a arvorar. Juntamente com os papéis de bordo, a bandeira é o meio de prova legal da nacionalidade das mesmas. As embarcações mercantes portuguesas devem obrigatoriamente içar a bandeira nas seguintes situações:
1. à entrada e saída de qualquer porto português ou estrangeiro;
2. quando, navegando, encontrem um navio de guerra de qualquer nacionalidade;
3. quando, navegando em águas territoriais portuguesas ou estrangeiras, passem à vista de uma estação de controle de navegação;
4. quando, no porto em que se encontrem, entrar um navio de guerra português;
5. em todos os restantes casos em que haja conveniência em provar a nacionalidade.[41][42]

Quando se encontrem em regata, as embarcações de recreio estão dispensadas de içar a bandeira, mesmo nas condições em que de outro modo seria obrigatório fazê-lo.
Os navios de guerra portugueses também arvoram a bandeira nacional, complementada pelo jaque e pela flâmula. Para além de içarem a bandeira nas mesmas situações em que as embarcações mercantes, os navios de guerra também a içam obrigatoriamente nas seguintes situações:
1. quando amarrados ou fundeados, entre as 08h00 e o pôr do Sol;
2. quando, fora do período acima referido, à sua vista passe, fundeie ou largue outro navio de guerra;
3. quando empenhados em combate.[35][36]

Em geral, a flâmula nacional mantém-se permanentemente arvorada no tope do mastro principal de qualquer navio de guerra ou de outro navio ao serviço do Estado que esteja sob comando de um oficial da Armada. O jaque nacional é içado à proa de um navio de guerra sempre que o mesmo esteja fundeado e tenha também arvorada a bandeira nacional à popa.
O uso da bandeira portuguesa a bordo das embarcações deve obedecer às regras de etiqueta e cerimonial marítimo, que diferem significativamente das regras análogas que se aplicam em terra. Uma importante regra é a de que o lugar de maior honra a bordo de uma embarcação é definido pela maior proximidade da popa e não — como em terra — pelo ponto mais alto. A bandeira nacional deve ser assim arvorada na popa ou o mais próximo possível desta, mesmo que para tal seja içada a uma altura inferior à de outras bandeiras.
Quando arvoradas várias bandeiras a bordo, a bandeira nacional deve ter um tamanho significativamente superior ao das restantes, de modo a dissipar quaisquer dúvidas sobre qual delas representa a nacionalidade da embarcação. Uma regra empírica frequentemente seguida no meio náutico indica que a bandeira nacional regularmente arvorada à popa de uma embarcação deve ter aproximadamente +1⁄12 do comprimento desta e pelo menos o dobro de qualquer outra bandeira igualmente arvorada a bordo.
A bandeira portuguesa serve também de bandeira de cortesia dentro das águas territoriais e portos de Portugal. Como tal, deve ser obrigatoriamente içada pelas embarcações estrangeiras quando ali se encontrem, as quais deverão manter também arvorada à popa a bandeira nacional do respetivo país.

### Dimensionamento
As bandeiras apresentam-se em diversos tamanhos normalizados, que são definidos por unidades de medida designadas "panos". Cada pano corresponde a um tamanho de bandeira cuja tralha (largura) mede 0,45 m, tendo o comprimento proporcionalmente correspondente. Assim, uma bandeira de Portugal de 1 pano tem as dimensões de 0,45 m (largura) x 0,675 m (comprimento), uma bandeira de 2 panos tem 0,9 m x 1,35 m, uma bandeira de 3 panos tem 1,35 m x 2,025 m e assim sucessivamente. De observar que, por razões práticas, os fabricantes arredondam frequentemente as medidas, por exemplo produzindo bandeiras de 1 pano com um comprimento de 0,7 m em vez do comprimento padrão de 0,675 m.
A bandeira desfraldada num determinado local deverá ter as dimensões adequadas ao mesmo, de modo a garantir que assuma uma presença forte e digna, que seja bem visível e identificável à distância, que se destaque no ambiente envolvente e que esteja em harmonia proporcional com as dimensões do local. No dimensionamento adequado da bandeira deverá ter-se em conta as dimensões e o estatuto do edifício, recinto, sala, auditório ou outro local onde seja desfraldada, bem como a altura do mastro utilizado para a arvorar.
Em Portugal, mão existem normas legais atualizadas que definam quais as dimensões concretas das bandeiras nacionais a serem arvoradas nos diversos locais, sendo o próprio decreto-lei n.º 150/87 — que define as regras genéricas de uso da bandeira nacional — omisso nesta matéria. Existe contudo uma antiga determinação do Exército Português, de 1922, que estabeleceu que se arvorariam bandeiras nacionais de 6 panos (2,7 m x 4,05 m) na sede do respetivo ministério e nas fortificações marítimas, bandeiras de 4 panos (1,8 m x 2,7 m) nos principais comandos e nos monumentos militares e bandeiras de 3 panos (1,35 m x 2,025 m) nas restantes instalações militares. Também o atual Regulamento de heráldica e simbologia da Guarda Nacional Republicana, ainda que não se refira diretamente às dimensões das bandeiras nacionais a serem arvoradas, estabelece que as bandeiras heráldicas de arvorar daquela força de segurança deverão ter como dimensões aproximadas entre 1/5 e 1/7 da altura do respetivo mastro, o que implicitamente obriga a que as bandeiras nacionais que sejam arvoradas com conjunto com aquelas também tenham dimensões iguais ou superiores.
À falta de normas legais portuguesas, poderão seguir-se normas internacionais ou regras empíricas para corretamente se dimensionarem as bandeiras a usar num determinado local. A regra empírica mais divulgada no âmbito da vexilologia define que a bandeira arvorada num mastro implantado no solo deve ter uma tralha (largura) que corresponda a entre 1/5 e 1/7 do comprimento daquele. Caso o mastro da bandeira esteja colocado na cobertura ou na fachada de um edifício, deve considerar-se não apenas o comprimento do próprio mastro mas sim a altura total desde o solo ou pavimento térreo do edifício até ao topo do mastro. Nunca, no exterior de edifícios, deverão ser desfraldadas bandeiras de tamanho inferior a 2 panos.

### Modo de içar e de arriar
A bandeira de Portugal deverá ser içada de forma viva e enérgica, mas deverá ser arriada de forma lenta e cerimoniosa.
Quando sejam arvoradas várias bandeiras em conjunto e não sendo possível içá-las e arriá-las todas ao mesmo tempo, a bandeira de Portugal deverá ser a primeira a ser içada e a última a ser arriada.
Nas instalações e em locais de cerimónias das Forças Armadas, forças de segurança e bombeiros, a bandeira deverá ser içada e arriada de acordo com os procedimentos estabelecidos pelos respetivos regulamentos de continência e honras. Nas unidades militares, o ato de içar e de arriar da bandeira nacional constitui sempre uma cerimónia de caráter solene, sendo-lhe prestadas honras por uma força armada, presididas pelo oficial de serviço. O içar ou arriar será feito ao som da marcha de continência. Em dias de grande solenidade, as honras devem ser prestadas por uma força armada do máximo efetivo possível, eventualmente com a presença de uma banda de música que tocará o hino nacional em vez da marcha de continência.

### Dobragem cerimonial
Apesar de não existir qualquer norma legal que estabeleça a forma pela qual deve ser dobrada a bandeira de Portugal, no seio das Forças Armadas e de algumas forças de segurança estabeleceu-se informalmente uma forma comum de dobragem cerimonial, com pequenas variantes entre si, que a tradição acabou por consagrar e generalizar.
Esta forma de dobragem cerimonial é realizada após o arriar solene da bandeira, sendo normalmente executada por quatro elementos, por meio de movimentos enérgicos e firmes. Os elementos deverão usar luvas brancas, evitando assim tocar diretamente na bandeira. No final da dobragem, a bandeira deverá apresentar-se como um retângulo que coincide, na largura e comprimento, com o escudo de Portugal nela contido. Será depois colocada e transportada numa bandeja ou salva.
A dobragem deverá ser feita, seguindo os seguintes passos:
| Passo    | Descrição                                                                                                   | Disposição |
| -------- | --- | ---------- |
| Início   | Coloca-se a bandeira na horizontal, segura pelas bordas da tralha (lado verde) e do batente (lado vermelho) |            |
| Primeiro | Dobra-se o terço superior para trás                                                                         |            |
| Segundo  | Dobra-se o terço inferior para trás                                                                         |            |
| Terceiro | Dobra-se o lado do batente para trás                                                                        |            |
| Quarto   | Finaliza-se, dobrando-se o lado da tralha para trás                                                         |            |

## Bandeiras derivadas
A bandeira de Portugal serviu de modelo para outras bandeiras oficiais de vários tipos, as principais das quais são as bandeiras militares e as bandeiras distintivas de entidades do Estado.

### Bandeiras militares
O parecer da comissão da nova bandeira nacional publicado no Diário do Governo n.º 150 de 30 de junho de 1911, além de especificar as características do modelo de bandeira nacinal que havia sido sancionado pela Assembleia Nacional Constituinte a 19 de junho do mesmo ano, também definiu as características de três outras bandeiras para uso militar: as bandeiras regimentais, o jaque nacional e a flâmula nacional.

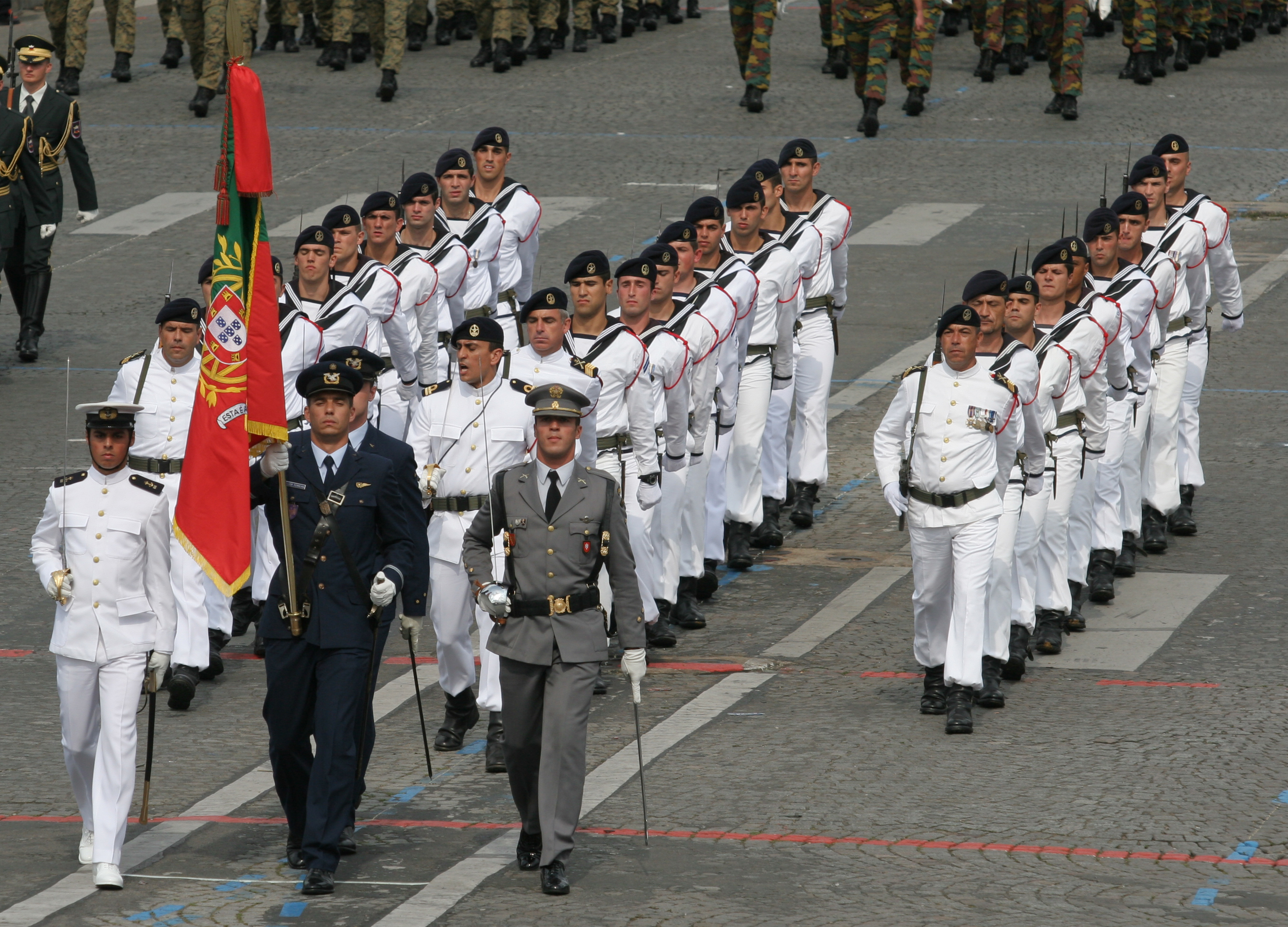
Estandarte nacional num desfile militar

As bandeiras regimentais — atualmente designadas "estandartes nacionais" — são as bandeiras portáteis privativas de cada uma das unidades militares, por um lado simbolizando a sua nacionalidade e por outro a própria unidade, contendo a sua designação, legendas indicando os seus feitos notáveis e as suas condecorações afixadas. Tradicionalmente destinavam-se a servir de sinal de reunião, alinhamento e guia das tropas no campo de batalha, mas hoje em dia destinam-se a ser usadas em paradas, formaturas, juramentos de bandeira e outras cerimónias. Sendo bandeiras portáteis e cerimoniais, são talhadas e bordadas com tecidos nobres, bem como são fixas a hastes destinadas a serem transportadas e manejadas por porta-bandeiras, não se prestando por isso a ser içadas em mastros e adriças. O modelo padrão de bandeira regimental previsto pelo parecer publicado no Diário do Governo n.º 150 de 1911 estabelecia que a mesma seria talhada em seda com as dimensões de 1,20 m x 1,30 m, com o campo bipartido de verde e vermelho, no centro do qual teria colocado o escudo das armas nacionais, assente sobre uma esfera armilar de ouro, rodeada por duas vergônteas do mesmo cruzadas em baixo e presas por um laço branco que continha o verso camoniano "Esta é a ditosa Pátria minha amada". Este modelo padrão não foi contudo inteiramente respeitado, com os diversos ramos das Forças Armadas, algumas forças de segurança e corpos de bombeiros a adotarem modelos que se afastaram daquele, tanto nas dimensões como no próprio desenho. O atual modelo de estandarte nacional estabelecido para as Forças Armadas em 2020 é semelhante ao padrão de 1911, mas com as dimensões de 1,20 m x 1,20 m, sendo que a variante usada pelas unidades navais é acrescida de uma cruz da Ordem de Cristo colocada no cantão superior junto à haste.
O jaque constitui uma bandeira especial que se arvora na proa de um navio de guerra, quando o mesmo está fundeado e tem também içada a bandeira nacional à popa. O jaque complementa a bandeira nacional como distintivo de nacionalidade, mas adicionalmente também serve para assinalar que se trata de um navio pertencente ao efetivo da Armada Portuguesa. O jaque dos navios de guerra portugueses é quadrado, com o campo de vermelho e rodeado de uma bordadura de verde, tendo ao centro o escudo das armas de Portugal assente sobre a esfera armilar.
A flâmula constitui um galhardete estreito e longo que se arvora no topo do mastro principal dos navios que se encontram sob o comando de um oficial da Armada, quer eles pertençam o efetivo da própria Armada ou — não pertencendo ao mesmo — estejam ao serviço do Estado. É também arvorada à proa das embarcações miúdas que transportem oficiais da Armada. Serve de distintivo de nacionalidade da embarcação, bem como assinala implicitamente que a mesma tem um estatuto militar. É a única bandeira que normalmente se mantém permanentemente içada num navio de guerra, tanto de dia como de noite, enquanto o mesmo se encontra em estado de armamento. Apenas é arriada quando a bordo do navio se encontra uma entidade hierarquicamente superior ao comandante e com autoridade de comando sobre este, altura em que é substituída pelo distintivo pessoal desta entidade. A flâmula de Portugal é triangular, bipartida verticalmente de verde do lado da tralha e vermelha do lado do batente.
- Estandarte nacional
- Jaque nacional
- Flâmula nacional

### Bandeiras de entidades do Estado
Várias entidades individuais ou coletivas do Estado Português usam bandeiras distintivas cujo modelo também deriva da bandeira de Portugal.
Este tipo de bandeiras foi introduzido inicialmente para uso naval, destinando-se a identificar a presença de determinadas entidades do Estado a bordo dos navios da Marinha. Assim, através do decreto de 23 de setembro de 1911, os antigos distintivos pessoais previstos pela Ordenança Geral da Armada — e que se baseavam nas cores da antiga bandeira e em outra simbologia em vigor durante a Monarquia Constitucional — foram substituídos por novos modelos. Entre outros, foram estabelecidos distintivos pessoais para o Presidente da República (designado "bandeira n.º 1"), para os ministros em geral ("bandeira n.º 2") e para os governadores civis de distrito ("bandeira n.º 6").
Posteriormente, o uso destas bandeiras alargou-se a terra, sendo incluídas no Regulamento de Continência e Honras Militares de 1930 e passando a ser arvoradas em edifícios e outros locais onde estejam presentes aquelas entidades. Miniaturas das mesmas — conhecidas por "galhardetes" — são hasteadas no capô ou guarda-lamas frontal direito das viaturas oficiais onde se deslocam aquelas entidades.
Em 1972, foi introduzido um novo modelo de bandeira para o presidente do Conselho de Ministros, que substituiu o anterior modelo introduzido em 1952 e que não se baseava na bandeira nacional. Este modelo está ainda em vigor como distintivo do primeiro-ministro.
Por fim, em 2006, foi introduzida a bandeira de hastear da Assembleia da República. Além de identificar coletivamente o parlamento, esta bandeira pode também ser usada como distintivo pessoal do presidente em exercício da Assembleia da República.
Bandeiras em uso atual
- Presidente da República
- Assembleia da República
- Primeiro-ministro
- Ministro

Exemplos de bandeiras fora de uso
- Ministro da Marinha
(1911-1974)
- Governador civil de distrito
(1911-2011)
- Alto-comissário
(1925-1933)
- Ministro da Guerra
(1930-1950)
- Governador de território ultramarino
(1933-1999)

## Erros comuns

### Erros de desenho
A bandeira de Portugal tem um desenho extremamente complexo, sendo portanto difícil de reproduzir com a exatidão suficiente que assegure que todos os seus detalhes são respeitados. Para além disso, as normas legais que definem a bandeira são antigas e relativamente vagas, tendo sido publicadas sem estarem acompanhadas dos desenhos do modelo original. Por tudo isto, uma grande parte das bandeiras — incluindo muitas das usadas por entidades oficiais — diverge do modelo original.

Abaixo seguem-se bandeiras que apresentam alguns dos erros mais comuns:

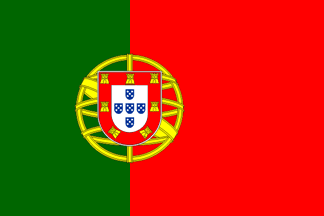
Bordadura do escudo contendo torres em vez de castelos
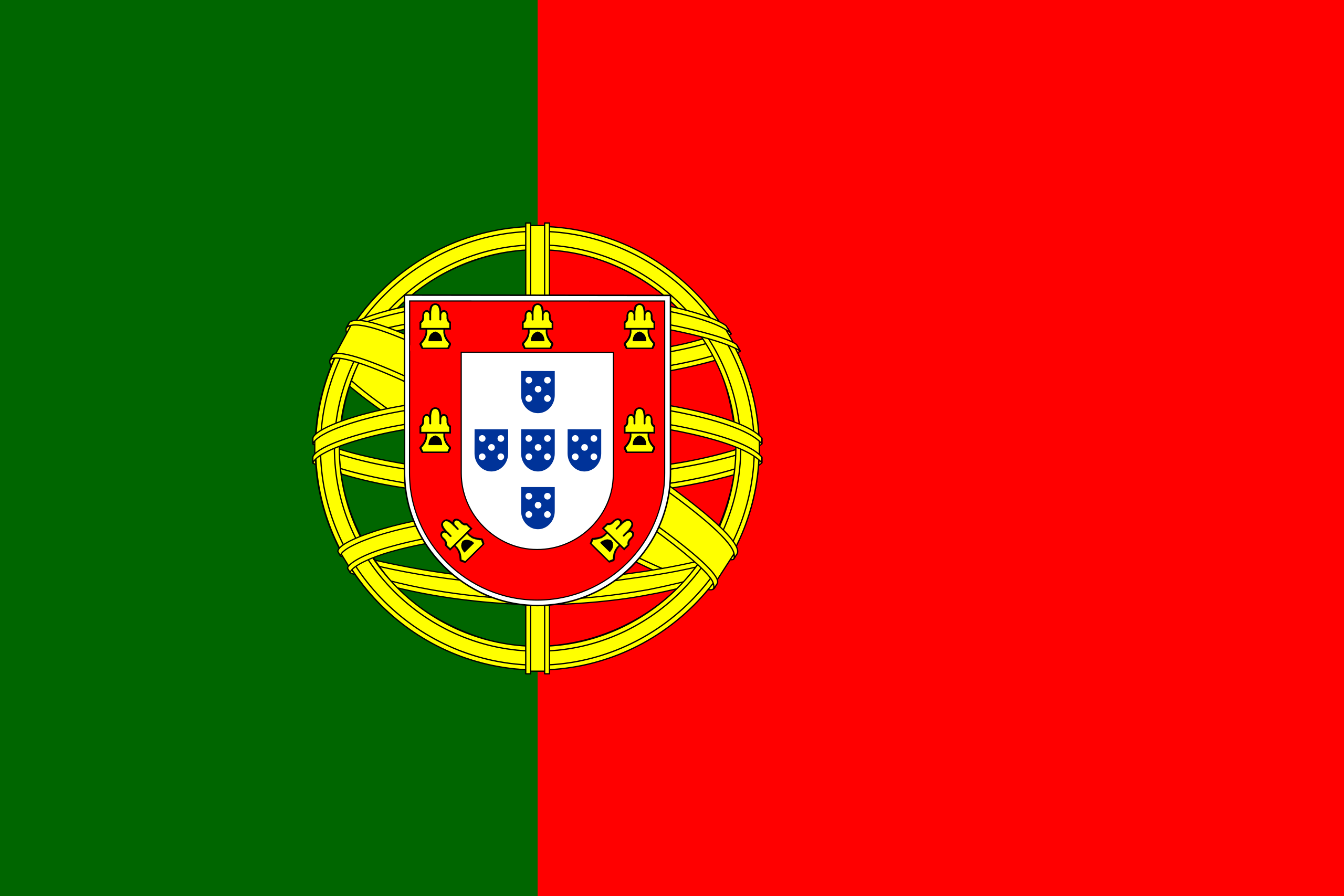
Bordadura do escudo contendo pagodes[55][56] em vez de castelos
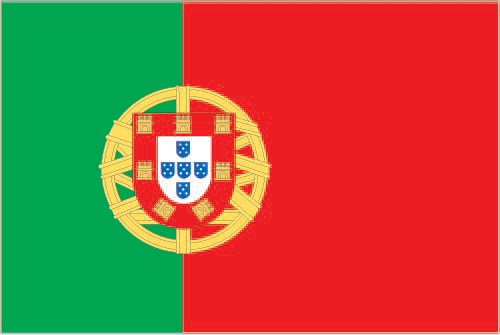
Bordadura do escudo e aros da esfera armilar demasiado largos
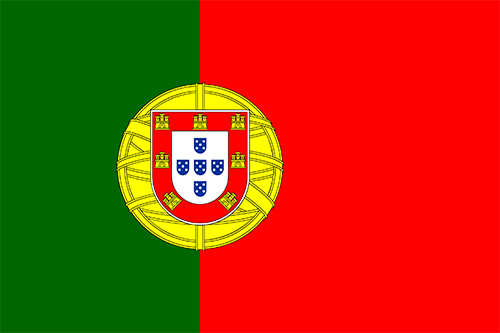
Esfera armilar assente sobre fundo amarelo
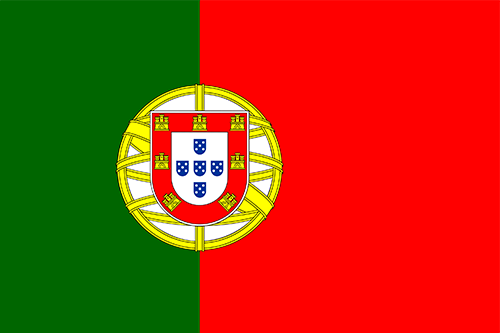
Esfera armilar assente sobre fundo branco

### Erros de uso

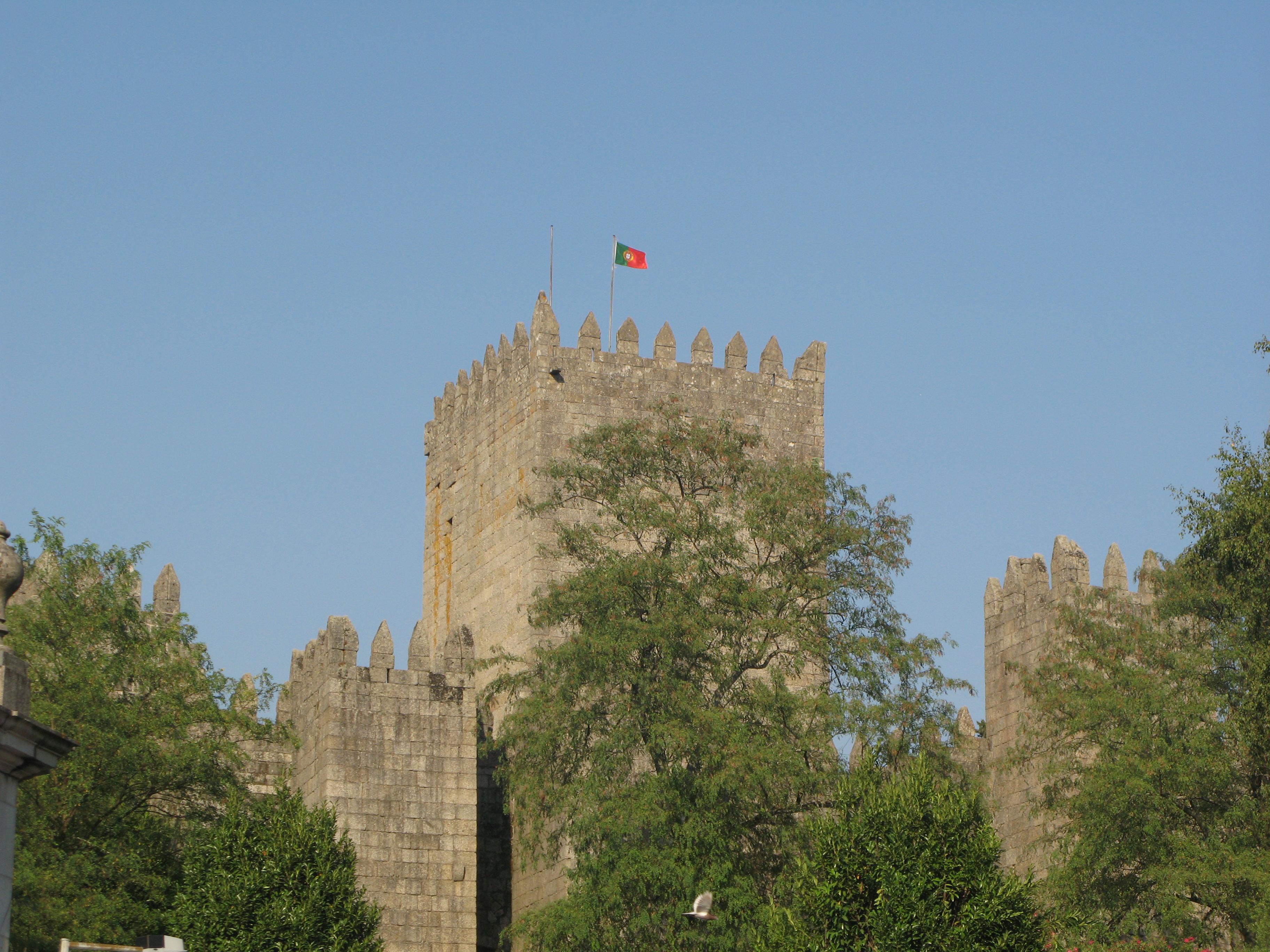
Bandeira de tamanho demasiado reduzido, içada no Castelo de Guimarães, resultando numa falta de harmonia com as dimensões do monumento e na sua reduzida visibilidade mesmo a pouca distância.

O uso da bandeira de Portugal é também frequentemente feito de forma incorreta. Alguns dos erros de uso mais comuns são os seguintes:
1. Bandeira de dimensões demasiado reduzidas e proporcionalmente inapropriadas para o local onde se encontra desfraldada;
2. Bandeira de interior colocada demasiado enrolada na haste ou pendendo com demasiadas pregas, resultando na ocultação do escudo e consequente dificuldade na sua identificação;
3. Bandeira desfraldada em mau estado de conservação;
4. Bandeira nacional de dimensões inferiores às de outras bandeiras desfraldadas em conjunto com aquela;
5. Bandeira nacional colocada na ordem incorreta de precedência quando desfraldada em conjunto com outras bandeiras;
6. Bandeira nacional colocada a meia-haste, mas mantendo-se no topo dos respetivos mastros outras bandeiras desfraldadas em conjunto com aquela.[38]